# Bernadette Soubirous
Pour les articles homonymes, voir Bernadette.
Ne doit pas être confondu avec Bernadette de Lourdes.
Bernarde Marie Soubirous (en religion sœur Marie-Bernard), née le 7 janvier 1844 à Lourdes et morte le 16 avril 1879 à Nevers, est une Française qui affirma avoir été témoin de dix-huit apparitions mariales (l'apparition s'y serait présentée comme l'Immaculée Conception, confirmant le dogme défini en 1854, mais que Bernadette ignorait) à la grotte de Massabielle entre le 11 février et le 16 juillet 1858. Devenue religieuse, elle est canonisée en 1933.
Bernadette restait prudente pour désigner l'objet de sa vision, employant surtout, dans sa langue qui était le gascon de Bigorre, les pronoms démonstratifs « aquerò » prononcé [akeˈrɔ] (c'est-à-dire « cela ») ou « aquèra » prononcé [aˈkɛra] (c'est-à-dire « celle-ci »). Elle ne dira pas avoir vu la Vierge avant d'affirmer l'avoir entendue dire « Que soy era Immaculada Councepciou », c'est-à-dire « Je suis l'Immaculée Conception ». Au cours d’une de ses apparitions, Bernadette a creusé le sol pour y prendre de l’eau. L’eau de cette source est rapidement réputée miraculeuse et il commence à être question de guérisons. S'en tenant à ce qu'elle avait vu et entendu, Bernadette niera avoir été témoin de guérisons ou y avoir contribué : « On m'a dit qu'il y avait eu des miracles, mais à ma connaissance, non », déclare-t-elle en septembre 1858.
Dans un contexte post-révolutionnaire de vives polémiques sur les questions religieuses, et quelques années après les apparitions mariales de la rue du Bac et de La Salette, celles de Lourdes suscitent un engouement populaire important et croissant. La presse nationale commence à s'y intéresser, durant l'été 1858, notamment avec la publication, par Louis Veuillot, d'un article très remarqué dans L'Univers du samedi 28 août 1858. Le préfet des Hautes-Pyrénées, suivant les consignes du ministère des Cultes, maintient une interdiction d'accès à la grotte jusqu'en octobre 1858, tandis qu'une commission d’enquête, mise en place par l'évêque de Tarbes, en juillet 1858, se prononce en faveur de ces apparitions en 1862. L’aménagement de la grotte et la construction d’une basilique sur le rocher qui la surplombe commencent alors.

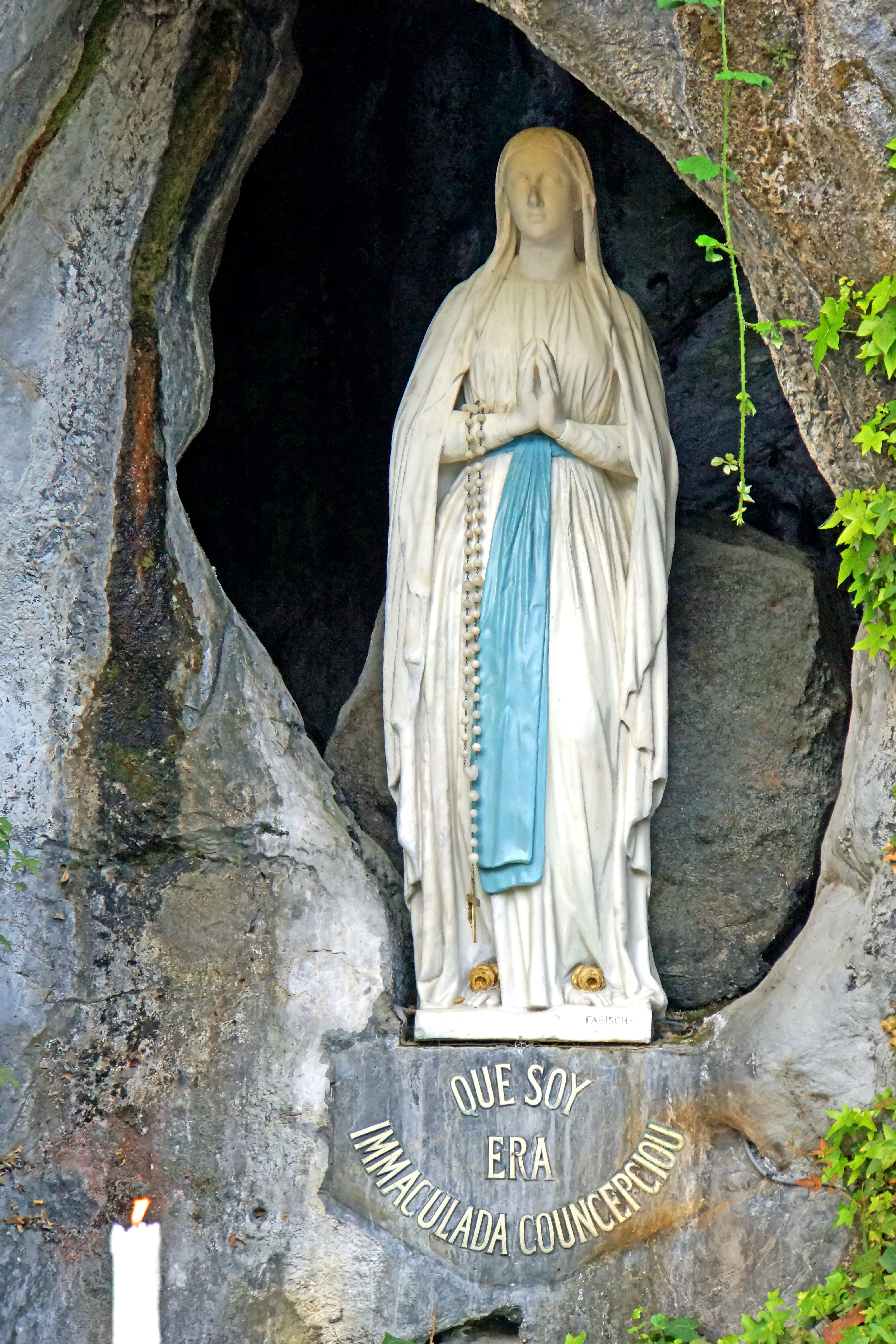
Statue de Notre-Dame de Lourdes au-dessus de la grotte de Massabielle.

En l'espace de quelques mois, Bernadette Soubirous, alors âgée de 14 ans, est devenue une célébrité internationale, tandis que la vie dans cette bourgade des Pyrénées commence à être transformée par l'affluence de pèlerins, de curieux et de journalistes. Entre 1858 et 1866, Bernadette continue de vivre à Lourdes, où sa situation devient, cependant, de moins en moins tenable. Sans cesse sollicitée, tout en refusant de percevoir quoi que ce soit en rapport avec les apparitions ou sa célébrité, elle se pose la question d’une vie religieuse. En 1864, suivant la recommandation de l'évêque de Nevers, elle se décide à entrer chez les sœurs de la Charité. Deux ans plus tard, alors que la construction de la basilique est en cours, Bernadette a 22 ans et quitte Lourdes pour entrer au couvent Saint-Gildard, à Nevers. Elle y mène treize années d'une vie de « religieuse ordinaire », ayant néanmoins la particularité de recevoir la visite de nombreux évêques, parmi ceux qui souhaitent se faire une opinion sur elle et sur les apparitions. Souvent malade et de santé fragile, elle est employée à l'infirmerie quand elle n'y est pas soignée. Elle fait ses vœux perpétuels en 1878, puis meurt d'une pneumonie le 16 avril 1879, à l'âge de 35 ans.
En 1868, paraît le livre de Henri Lasserre, intitulé Notre-Dame de Lourdes, qui connaît un grand succès et est traduit en 80 langues. En 1869, le pape Pie IX écrit une lettre à l'auteur pour l'en féliciter, reconnaissant ainsi implicitement ces apparitions. À la fin du XIXe siècle, la foule qui afflue à Lourdes attire l'attention de plusieurs intellectuels. Parmi eux, Émile Zola (Lourdes), Joris-Karl Huysmans (Les Foules de Lourdes), François Mauriac (Les Pèlerins de Lourdes) ou encore Paul Claudel. L'ensemble des archives et des témoignages sur Bernadette Soubirous fait l'objet d'un travail de recensement et d'édition critique par le père René Laurentin, dans les années 1960-1970.
Bernadette Soubirous est béatifiée le 14 juin 1925, puis canonisée le 8 décembre 1933 en la fête de l'Immaculée Conception par le pape Pie XI. Sa fête est commémorée le 18 février (jour de la 3e apparition, une semaine après Notre-Dame de Lourdes), et le 16 avril selon le Martyrologe romain.
Le sanctuaire de Lourdes accueille environ six millions de personnes chaque année.

## Biographie

### Le contexte historique

#### Contexte politique et religieux
Au milieu du XIXe siècle, Tarbes, préfecture et évêché des Hautes-Pyrénées, compte un peu plus de 14 300 habitants. Lourdes, bourgade de 4 300 habitants environ, est dotée d'un tribunal, d'un juge, d'avocats, d'un procureur impérial, d'un commissaire de police, de gendarmes, d'un curé, de deux vicaires, etc. En raison de leurs fonctions, ils sont amenés à jouer un rôle dans l'affaire des apparitions, pour devenir ensuite, avec les membres de la famille Soubirous, d'autres habitants de Lourdes, le préfet, l'évêque, etc., les personnages clés des récits sur Bernadette Soubirous et les apparitions de Lourdes. À une époque où se développent les « images d'Épinal », ces personnages sont dépeints de façon plus ou moins réaliste ou caricaturale dans des « vies de sainte Bernadette » émaillées de miracles et de merveilleux. Encore aujourd'hui, le seul nom de Bernadette Soubirous évoque des clichés sur la grotte, l'eau, la Vierge et les miracles de Lourdes au service desquels ont été développées des considérations souvent légendaires sur la petite bergère des Pyrénées.
Les légendes et rumeurs sur Bernadette Soubirous et les apparitions ont commencé à se développer de son vivant, au moment même où avaient lieu les apparitions. De ce fait, l'entreprise qui consiste à établir aujourd'hui une biographie historique qui ferait la part de la légende et des faits court toujours le risque de « mythologiser sur les mythes ». Néanmoins, grâce au travail de recensement des archives d'époque et à leur publication en édition critique par René Laurentin dans les années 1960, un consensus a pu s'établir sur la chronologie des faits, et les descriptions par des historiens de la vie et de la personnalité de Bernadette se sont considérablement renouvelées. Cette vie de Bernadette n'est pas seulement l'histoire des apparitions, elle se prolonge par sa vie de religieuse à Nevers et elle peut être distinguée de l'histoire du pèlerinage de Lourdes qui, dès la fin du temps des apparitions, s'est développé de façon de plus en plus indépendante du devenir de Bernadette.

#### Lourdes au milieu duXIXesiècle

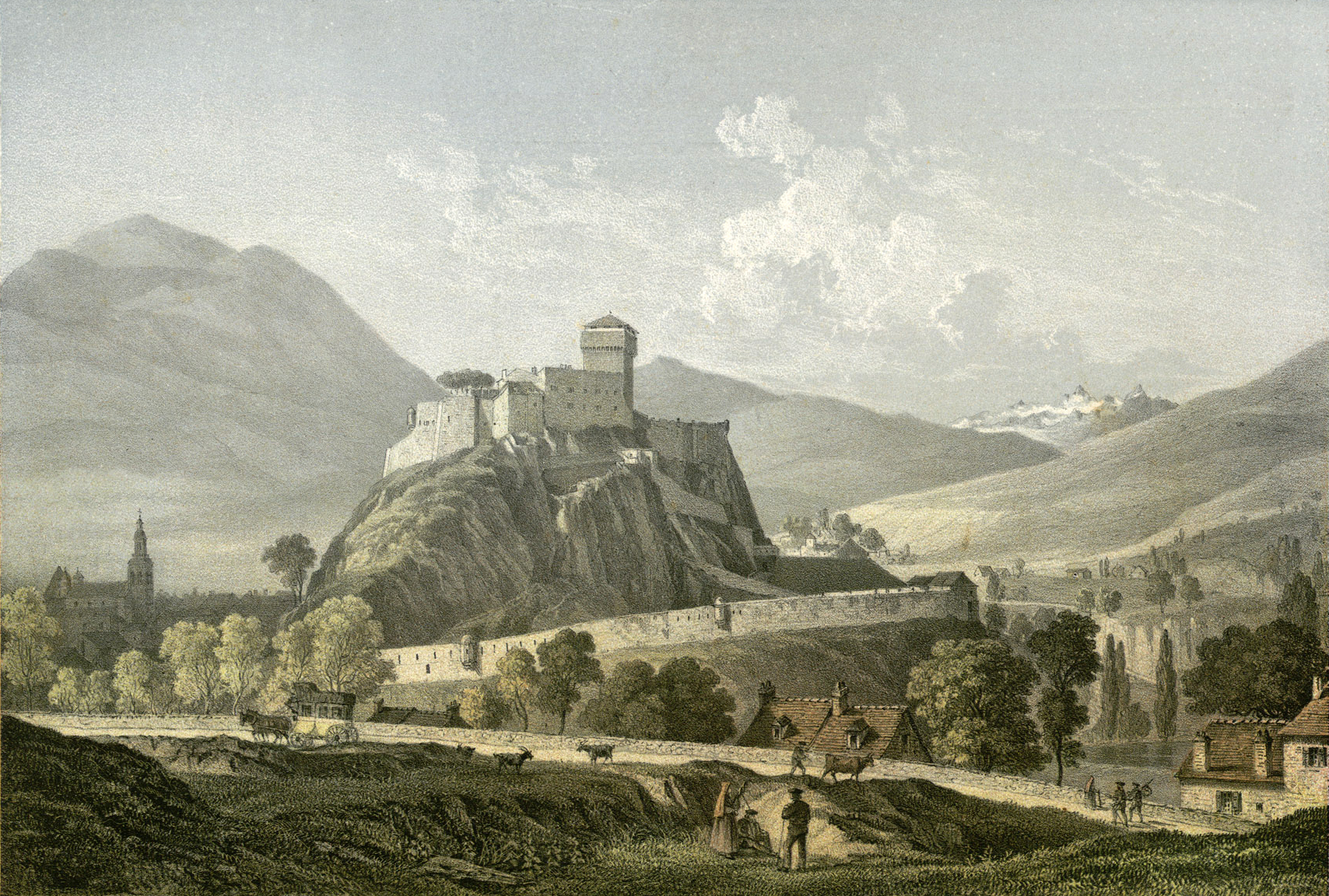
Vue de Lourdes vers 1860, Charles Mercereau.

En 1844, date de la naissance de Bernadette Soubirous, Lourdes compte un peu plus de 4 000 habitants. Cette bourgade se trouve dans la région historique de Bigorre, au pied des Pyrénées. Le site est en cuvette, dominé par un piton rocheux sur lequel se trouve un ancien château fort. Ce château qui avait servi de prison d'État jusqu'au début du XIXe siècle était désormais sans usage. Le gave de Pau coule à l’ouest du château tandis que la ville est blottie à l’est.
Lourdes est un point de passage pour accéder aux vallées du Lavedan lorsque l’on vient de Tarbes ou de Pau. Au XIXe siècle, cette route est appelée « la route des bains », des stations thermales s’étant développées dans les villages en amont de Lourdes. Ces stations sont réputées pour leurs eaux ferrugineuses ou sulfureuses. Elles attirent une clientèle aisée qui vient de toute la France pour s'y reposer ou s’y soigner. Cependant, en 1858, Lourdes est encore « plus traversée que connue » et n'est pas directement concernée par le développement de ces stations thermales. Elle reste principalement un bourg agricole avec des carrières de pierre et quelques moulins sur les cours d’eau, notamment sur le ruisseau du Lapacca.
La langue la plus parlée à Lourdes est l'occitan gascon, dans sa variante pyrénéenne. Bernadette Soubirous comme d’autres Lourdais de son temps ne parle et ne comprend qu’avec difficultés le français.
La mortalité infantile est extrêmement élevée. Louise Castérot-Soubirous, la mère de Bernadette, met au monde neuf enfants, dont quatre meurent en bas âge, un à l’âge de dix ans, quatre parviennent à l’âge adulte.

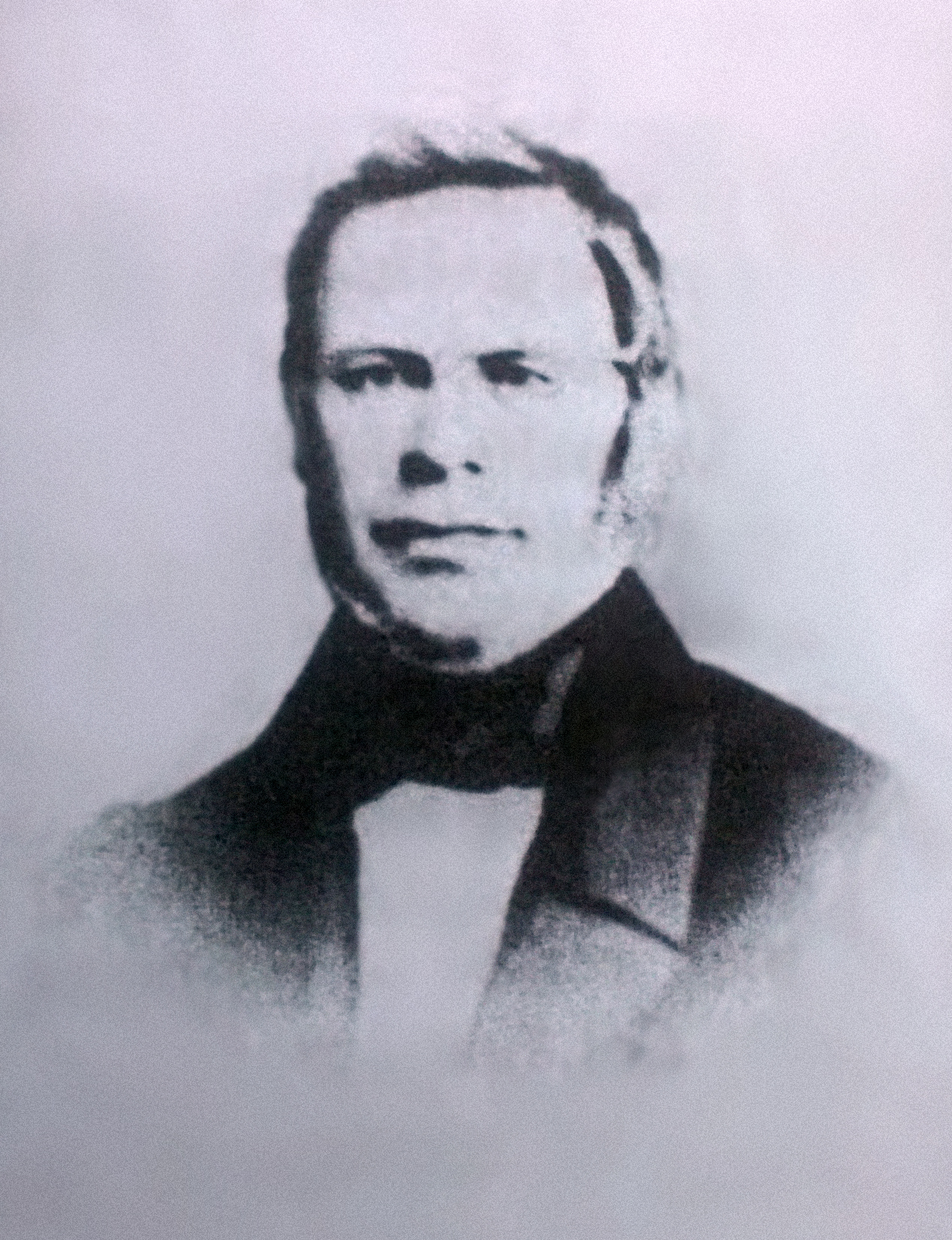
Anselme Lacadé (1804-1866), maire de Lourdes de 1848 à 1866.

Anselme Lacadé, « un homme serviable et avisé » selon René Laurentin, a été maire de Lourdes de 1848 à 1866. Il ne s'est jamais prononcé sur le fond de l’affaire des apparitions mais il a progressivement pris la mesure des changements et des opportunités que ces événements ont apportés à Lourdes. Sous sa magistrature, la municipalité a lancé des travaux de modernisation de la ville avant que ceux-ci n’aient à être révisés à cause de l’affluence des pèlerins et de la création du sanctuaire. C'est aussi la municipalité Lacadé qui a mis en projet, dès 1854, la construction d’une ligne de train reliant Lourdes à Pierrefitte. Elle est inaugurée, en 1865, avec des trains de pèlerinage.

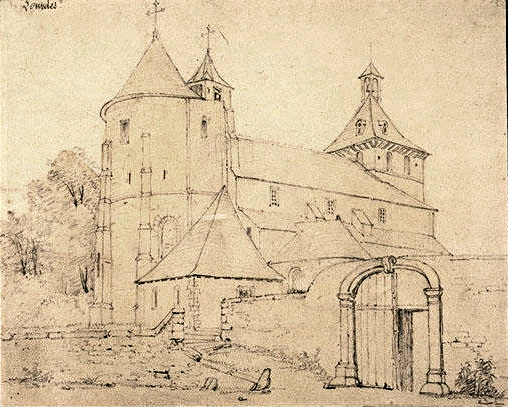
L'ancienne église paroissiale de Lourdes.

À Lourdes, sur un plan religieux, la diversité est principalement de l’ordre de la différence entre ceux qui, parmi les catholiques, sont pieux et fervents et ceux qui le sont moins. Il existe aussi un cercle de libres-penseurs, quelques-uns se disent athées et, comme partout dans la France post-révolutionnaire, il y a une tension entre républicains et catholiques. Une feuille hebdomadaire d’informations locales, Le Lavedan, est rédigée et imprimée à Lourdes. Ce journal de tendance républicaine fut le premier à mentionner les apparitions.
À cette époque, l’école n’est pas encore obligatoire. La loi Guizot de 1833 préconisait, sans obligation, que chaque commune de plus de 500 habitants ait une école de garçons. En 1850, la loi Falloux complète ce dispositif en prévoyant une école de filles pour les communes des plus de 800 habitants. La commune de Lourdes tente de suivre ces recommandations. Elle emploie depuis 1819, un instituteur qui fait la classe en divers lieux, notamment à la Mairie puis au tribunal. En 1849, en plus de la classe de primaire, une école supérieure est mise en place pour les garçons, tandis qu'en 1854, le maire Anselme Lacadé appelle les Frères de l’instruction chrétienne pour s'en occuper. Dans le même temps il fait financer par la commune l'ouverture d'une école de filles dans l’hospice que les Sœurs de la Charité de Nevers tiennent à Lourdes sur la route de Bartrès. Elle comporte deux classes dont une pour les indigents. Bernadette y sera admise en 1858, âgée de 14 ans.

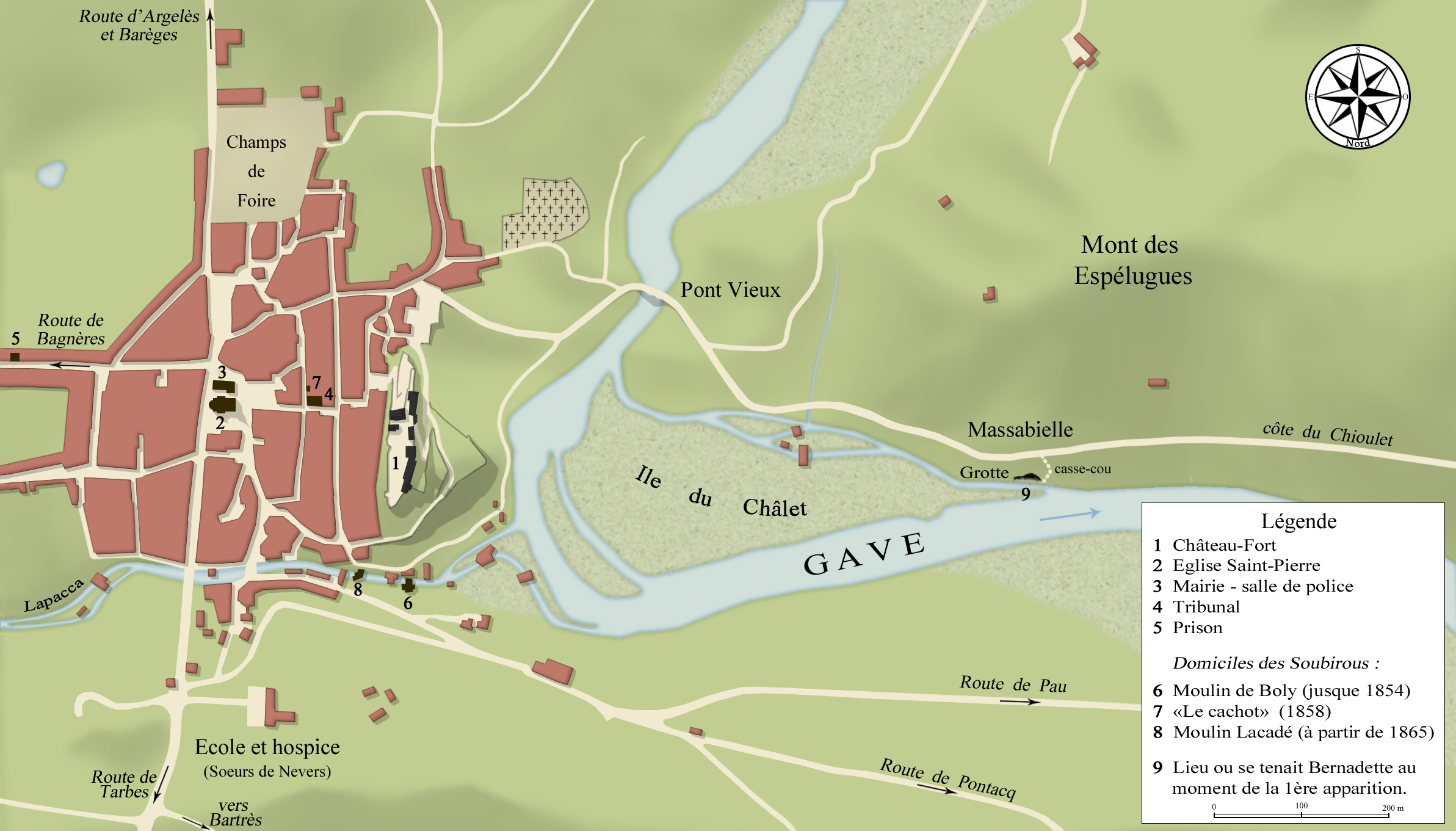
Lourdes en 1858.

### La famille et l’enfance de Bernadette
Bernadette est la fille aînée de François Soubirous (7 juillet 1807-4 mars 1871), et de Louise Castérot (28 septembre 1825-8 décembre 1866). Bernadette a eu une sœur : Marie Antoinette, dite Toinette (1846-1892), et trois frères : Jean-Marie (1851-1919), Justin qui a vécu dix ans (1855-1865) et Bernard-Pierre (1859-1931), son filleul. Quatre autres enfants sont morts en bas âge.

#### Ascendants proches
Justin et Claire Castérot, les grands-parents maternels de Bernadette, étaient propriétaires du moulin de Boly. Le 1er juin 1841, Justin Castérot se tue dans un accident. Son épouse, Claire, se retrouve veuve avec un moulin à faire tourner et cherche à marier sa fille aînée Bernade. Elle invite alors François Soubirous, qui est encore célibataire à l’âge de 34 ans, à fréquenter le moulin de Boly. Il travaille alors dans la meunerie, étant employé au moulin Dozous. Contrairement à ce qui est « prévu », François tombe amoureux de la cadette, Louise, alors âgée de 17 ans. Selon l’usage matriarcal du pays, il aurait dû épouser Bernade Castérot, l’aînée. Claire Castérot lui accorde d’épouser Louise, mais Bernade, en tant qu’aînée, a gardé toute sa vie une place et une autorité importante sur le reste de la famille.
La date du mariage est fixée au 19 novembre 1842. Le décès de la mère de François le 21 octobre, oblige à reporter le mariage. À la date initialement prévue, seul est célébré le mariage civil sans festivités, tandis que le mariage à l’église a lieu le 9 janvier 1843.

#### Au moulin de Boly (1844-1854)

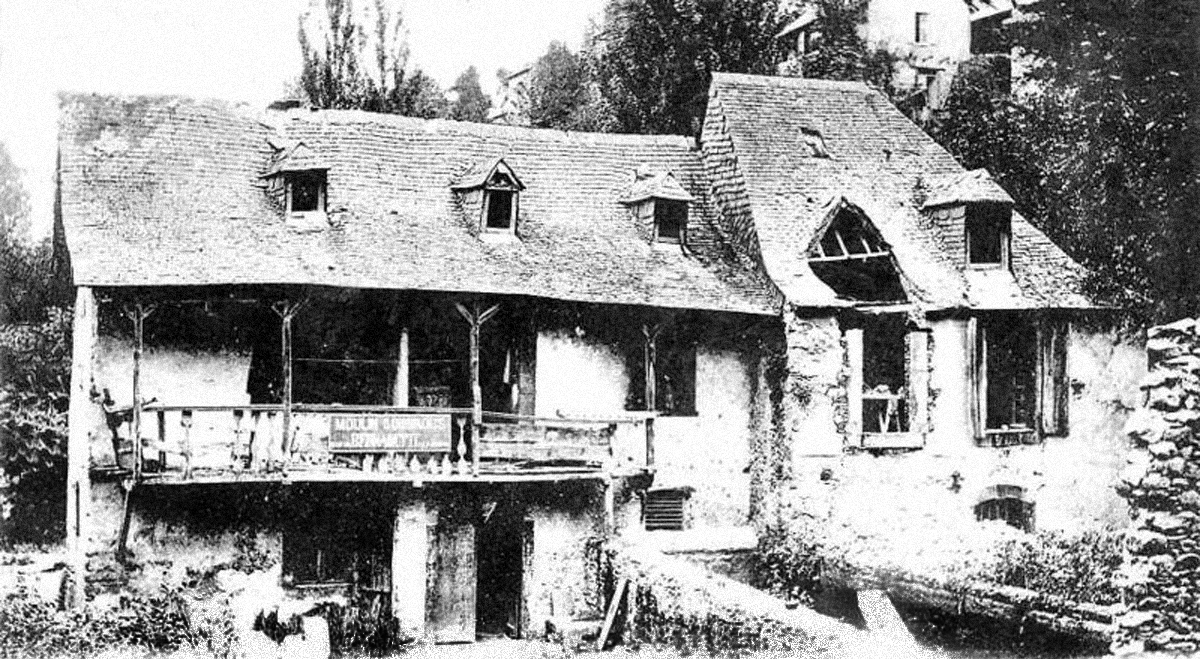
Moulin de Boly.

Le 7 janvier 1844, Louise donne naissance à une fille qui est baptisée dès le 9 janvier à l'ancienne église Saint-Pierre de Lourdes. Étant donné sa position dans la famille, Bernade, la sœur aînée de Louise, devient la marraine tandis que l’enfant s’appellera Bernarde Marie. Ce nom enregistré à l’état civil ne sera pas utilisé par ses proches. Pour que les deux « Bernade » ne soient pas confondues l’usage des diminutifs prévaudra pour la petite : Bernat, Bernata, Bernatou ou Bernadette.
Louise Soubirous entame une seconde grossesse avant que Bernadette ne soit sevrée, ce qui oblige à la placer chez une nourrice. Marie Laguë, qui vient de perdre son nouveau-né, habite le village de Bartrès juste à côté de Lourdes et prend Bernadette chez elle. Après le temps du sevrage, Marie Laguë s’est attachée à l’enfant et propose de la garder sans frais. Bernadette restera chez sa « seconde mère » jusqu’à l’âge de deux ans. Elle retourne dans sa famille à Lourdes en avril 1846.
Le moulin de Boly dont François avait la charge depuis son mariage est peu rentable tandis que François se révèle mauvais gestionnaire. En 1849, en repiquant les meules, il perd son œil gauche à cause d’un éclat de pierre. Il continue d’exploiter le moulin jusqu'en 1854, date à laquelle l'entreprise familiale est ruinée. La famille déménage pour s’installer dans la maison Laborde, un ancien moulin, juste à côté de celui de Boly. François s’embauche alors au jour le jour comme « brassier », c’est-à-dire qu’il loue la force de ses bras pour des travaux manuels. C’est le travail le moins bien payé qui soit. De son côté, Louise fait des ménages et des lessives.
Au XIXe siècle la France est marquée par des épidémies de choléra récurrentes. Celle de 1854-1855 aurait fait 150 000 morts en France dont une trentaine à Lourdes. Tout le monde craint cette maladie et lorsqu’à l’automne 1855, Bernadette âgée de 11 ans tombe malade, ses parents sont persuadés qu’elle a contracté le choléra. Cette maladie est extrêmement contagieuse. Cependant, selon Anne Bernet, l’absence d’autres cas dans l’entourage de Bernadette alors qu’aucune mesure particulière n’a été prise, rend improbable le diagnostic des parents. Quoi qu’il en soit, Bernadette est de santé fragile depuis l’enfance, elle souffre en particulier de fréquentes crises d’asthme.

#### Du moulin de Sarrabeyrouse au «cachot» (1855-1858)
En 1855, à la mort de Claire Castérot, les Soubirous perçoivent un petit héritage de 900 francs, ce qui représente environ deux ans d’un salaire de manœuvre. François cherche alors un moulin à louer. Il en trouve un à quatre kilomètres de Lourdes : le moulin de Sarrabeyrouse à Arcizac-ez-Angles. Le loyer est un peu élevé, tandis que les Soubirous s’achètent aussi un petit cheptel. Moins d’un an plus tard, non seulement l’héritage est entièrement dépensé, mais le couple s’est endetté. En novembre 1856, ils sont expulsés du moulin de Sarrabeyrouse et retournent à Lourdes.
L’année 1856 est une année de sécheresse et de disette. À Lourdes, les Soubirous s’installent dans la maison Rives, 14 rue du Bourg. Le loyer n’est pas élevé, mais c’est encore trop pour qu’ils puissent en plus subvenir correctement aux besoins alimentaires de la famille. En janvier 1857 François ne trouve plus du tout de travail. À bout de ressources, les Soubirous ne parviennent pas à payer le loyer. Le propriétaire les expulse en retenant l’armoire, le dernier meuble de valeur de la famille. Un cousin de Claire met alors à leur disposition le rez-de-chaussée d’un immeuble dont il est propriétaire à Lourdes. Cette pièce est appelée « le cachot », car elle a servi un moment pour la détention de prisonniers en attente de jugement au tribunal situé juste à côté. Assez sombre et insalubre, cette pièce n’est normalement pas louée à l’année mais sert plutôt l’été pour le logement de saisonniers espagnols. Les Soubirous logent à six dans ce « bouge infect et sombre » de 3,72 × 4,40 m. Louise demande alors à sa sœur, Bernade, d’accueillir Bernadette chez elle. Bernadette passera ainsi l’hiver chez sa marraine qui tient un cabaret. Elle y fait le service et le ménage et ne va toujours pas à l’école ni au catéchisme.
Le 27 mars 1857, deux sacs de farine sont volés au Moulin Dozou. Son propriétaire, excédé par ce vol qui vient compléter une série de larcins à répétition, connaît bien François Soubirous et ses difficultés actuelles pour avoir été son employeur autrefois. Il le soupçonne sachant la nécessité dans laquelle se trouve la famille Soubirous. Sur sa dénonciation, François est arrêté. Il clame son innocence mais reste incarcéré huit jours au terme desquels, faute de preuves, le procureur décide de le libérer. Le motif de la libération est le même que celui de son arrestation : la situation de misère de François et de sa famille que cette incarcération ne faisait qu’aggraver. La famille Soubirous se trouve alors dans une période de « détresse noire ».

#### Le séjour à Bartrès (1857-1858)

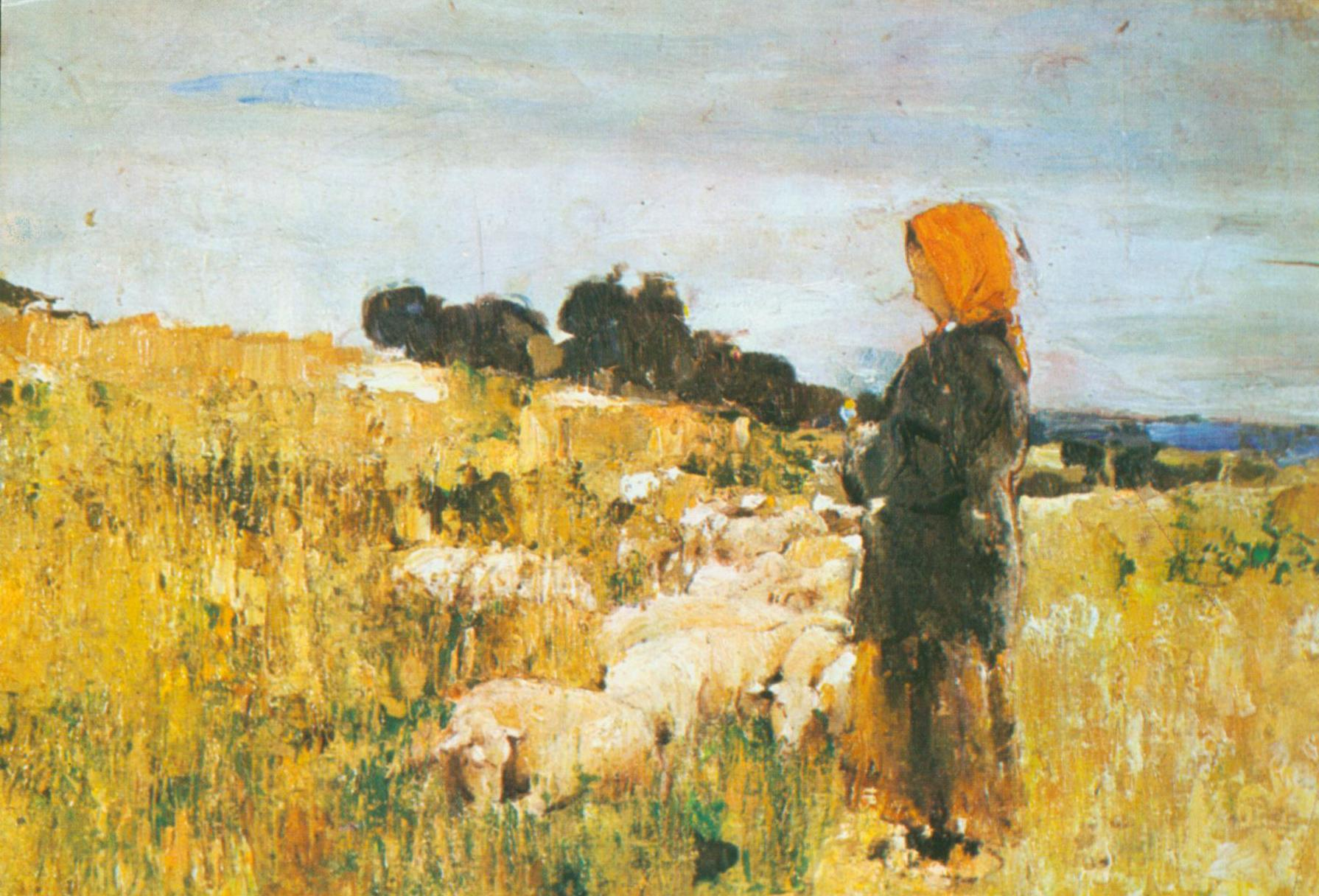
Petite Bergère, Stefan Luchian.

En septembre 1857, Bernadette est envoyée chez son ancienne nourrice, Marie Laguë, à Bartrès[réf. nécessaire]. Elle y veille sur deux jeunes enfants, assure le ménage, les corvées d'eau et de bois, et garde les agneaux.
Elle se rend en pèlerinage à Bétharram où elle rencontre plusieurs fois l'abbé Michel Garicoïts, fondateur des Prêtres du Sacré Cœur de Jésus de Bétharram.
À Bartrès elle commence à préparer sa première communion. Elle suit pour cela les cours de catéchisme de l'abbé Ader, le desservant. Mais, le 3 janvier 1858, l'abbé Ader se retire dans un monastère. Le village de Bartrès se retrouve sans desservant, Bernadette n’a plus que son rôle de bergère à Bartrès et elle déclare alors s’ennuyer. Le 17 janvier 1858, Bernadette va à Lourdes, et demande ce qu’elle doit faire pour recevoir la communion. Pour cela il lui faut suivre le catéchisme à Lourdes. Elle prend donc la décision de rentrer chez ses parents. Le 20 janvier, elle vient dire au revoir à Marie Laguë puis retourne à Lourdes le 21 (ou le 28) janvier.
Fin janvier 1858, quelques jours avant les apparitions, elle est admise comme externe dans la classe des indigents, tenue par les sœurs de la Charité de Nevers. C'est là qu'elle commence, mais de façon irrégulière, à s'instruire, et à s'initier au métier de couturière.

### Apparitions à la grotte de Massabielle

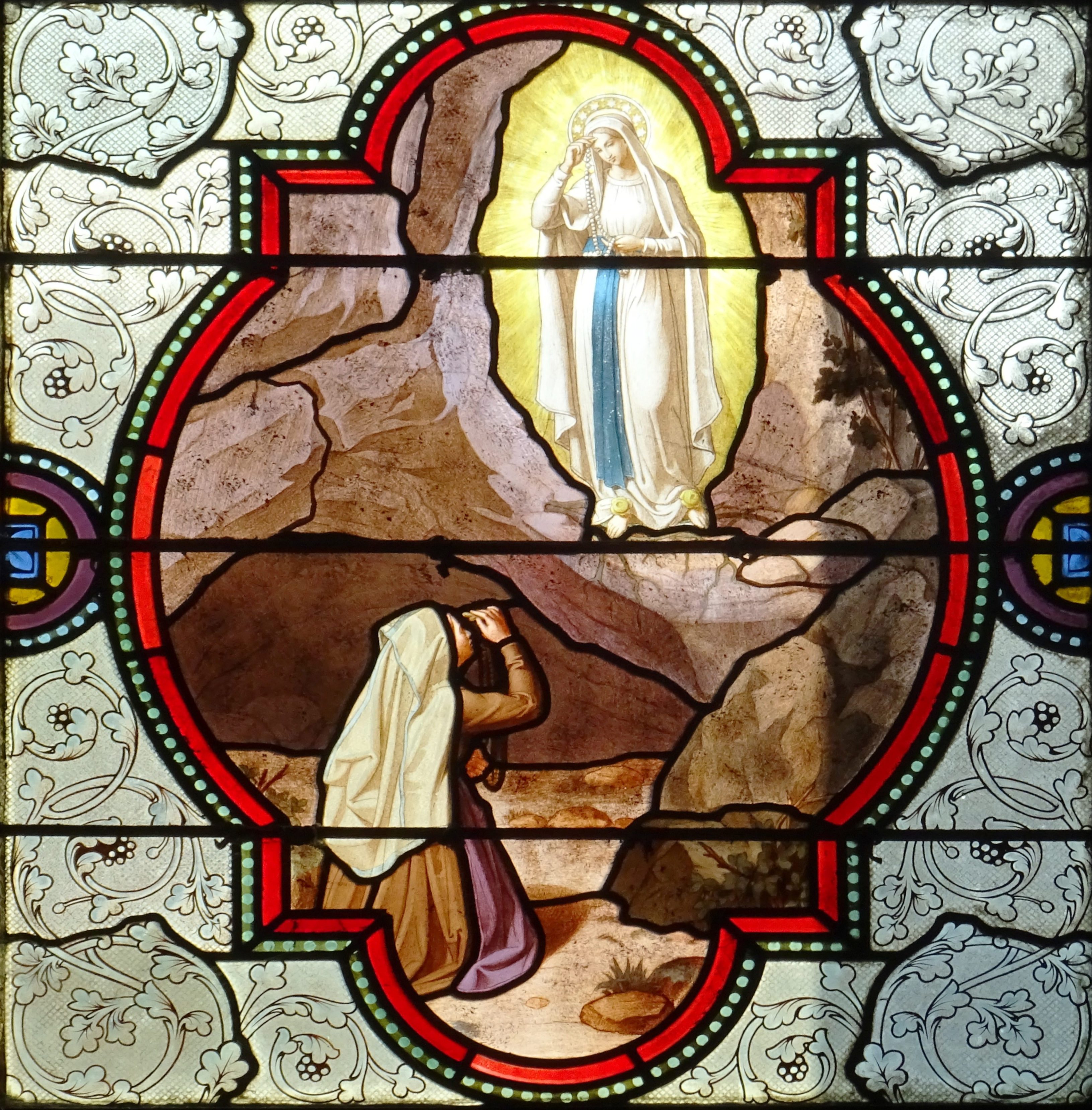
Vitrail de la basilique de l'Immaculée-Conception - de la Vierge : elle fait le signe de croix et Bernadette fait de même.

Le 11 février 1858, Bernadette se rend à la grotte de Massabielle avec sa sœur et une amie pour y chercher du bois. C'est là qu'elle est témoin d'une première apparition silencieuse. Lors des apparitions du 15 et 16 février, Bernadette commence à être accompagnée par des personnes proches, car l'information sur sa « vision » a été diffusée par ses camarades, contre sa volonté,.
Lors de la troisième apparition, le 18 février, la dame demande à Bernadette de venir à la grotte pendant quinze jours, et Bernadette promet. Il s'en suivra ce qu'il est convenu d'appeler « la quinzaine des apparitions », du 19 février au 4 mars 1858, au cours desquelles Bernadette ira tous les jours à la grotte. L'apparition ne se produit cependant que douze fois au cours de cette quinzaine. Ce temps devient celui du début d'une affluence grandissante de pèlerins et de curieux vers la grotte, ce qui provoque quelques articles dans la presse locale, l'ouverture d'enquêtes par le commissaire puis par le procureur impérial de Lourdes, ainsi que l'embarras du conseil municipal et du curé. À la suite de cette quinzaine, Bernadette reste un long temps sans revenir à la grotte. Elle y retournera ponctuellement les 25 mars, 7 avril et 16 juillet pour les trois dernières apparitions. Pendant cette période, de mars à juillet 1858, la police, le procureur et le préfet tentent de mettre fin à l'affluence des pèlerins vers la grotte en y installant des barrières, et en verbalisant les personnes qui s'y rendent, tandis que le conseil municipal se demande quelle attitude adopter et que le clergé reste sur la réserve.

Vitraux de la basilique de l'Immaculée-Conception représentant différentes apparitions
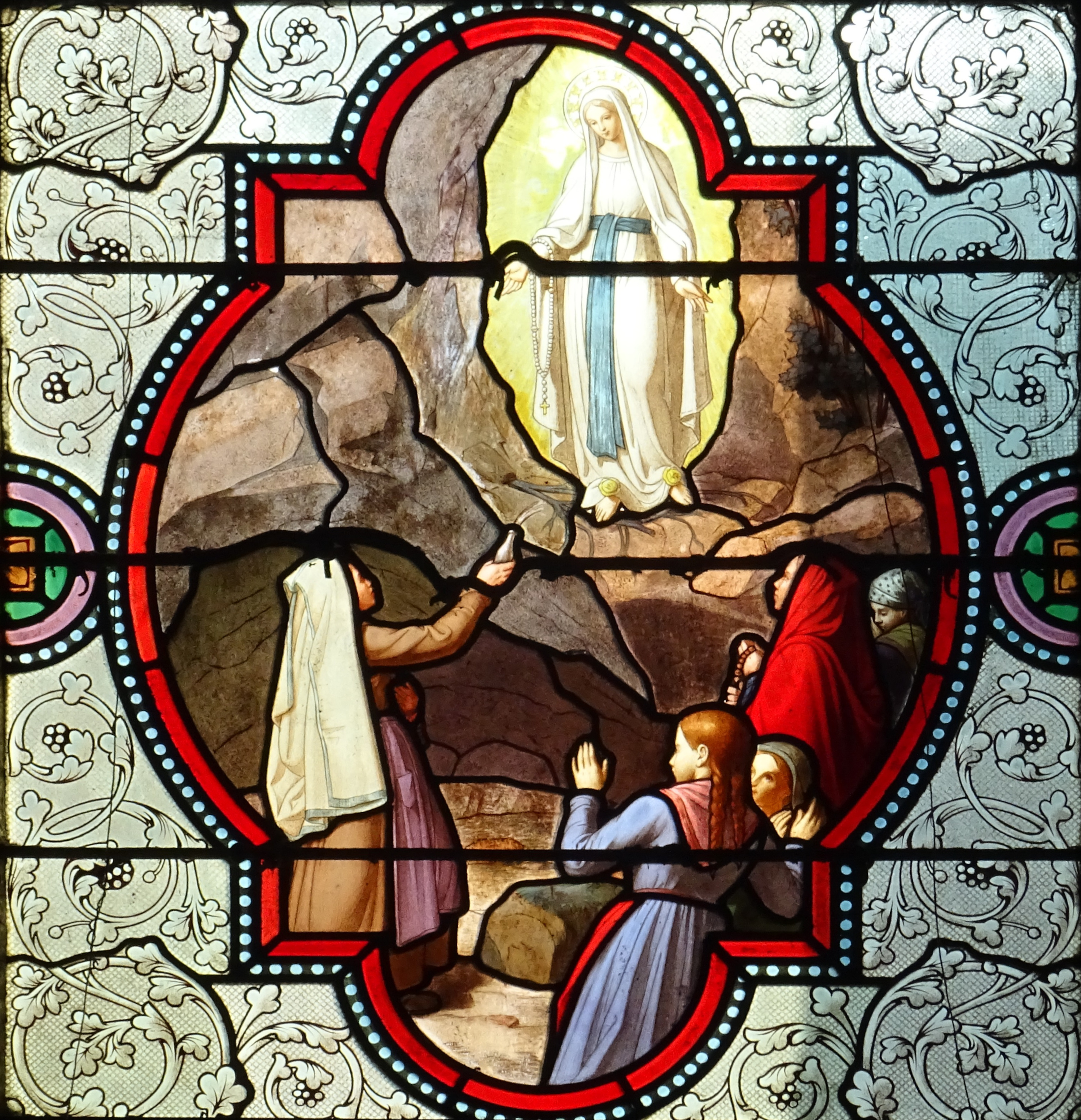
Bernadette jetant de l'eau bénite sur l'apparition (2e apparition).
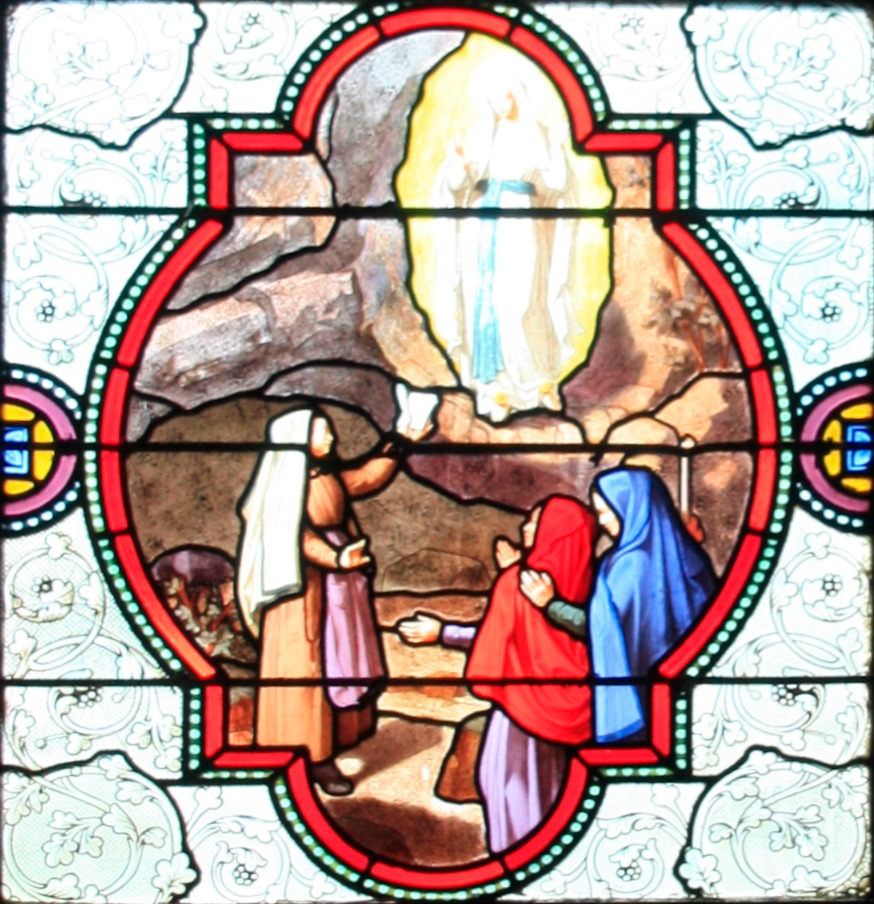
Bernadette demande à « la dame » d'écrire son nom (3e apparition).
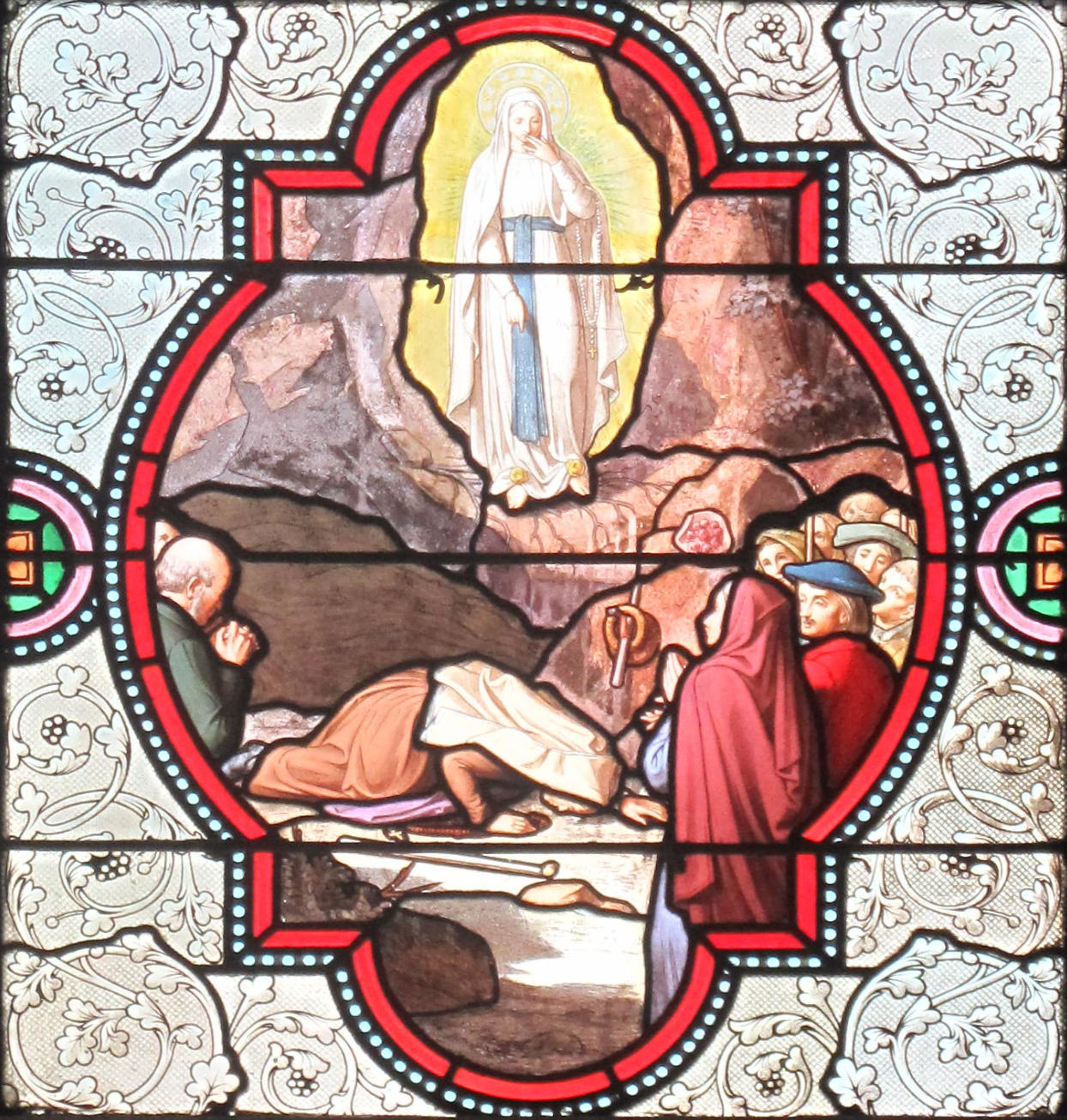
Bernadette embrasse le sol et se lave à « la source ».
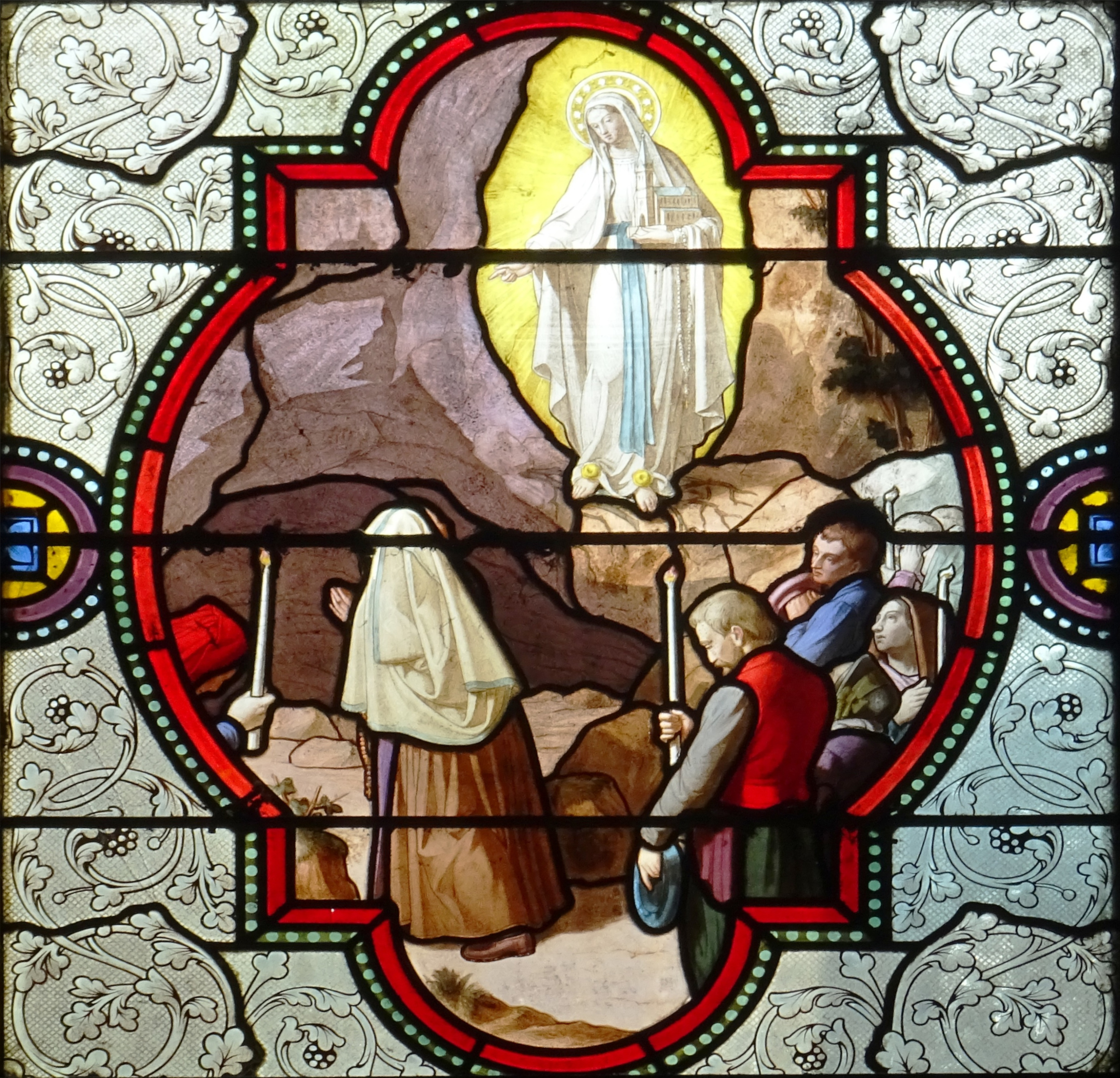
16e apparition à Bernadette.

En juillet 1858, l'évêque de Tarbes a établi une commission d'enquête pour statuer sur les apparitions dont Bernadette Soubirous disait avoir été le témoin. Lorsqu'en 1862, cette commission rendra son verdict, elle reconnaîtra dix-huit apparitions de la Vierge à Bernadette entre le 11 février et le 16 juillet 1858 dans la grotte de Massabielle,.

Quelques exemples d'articles publiés dans la presse internationale
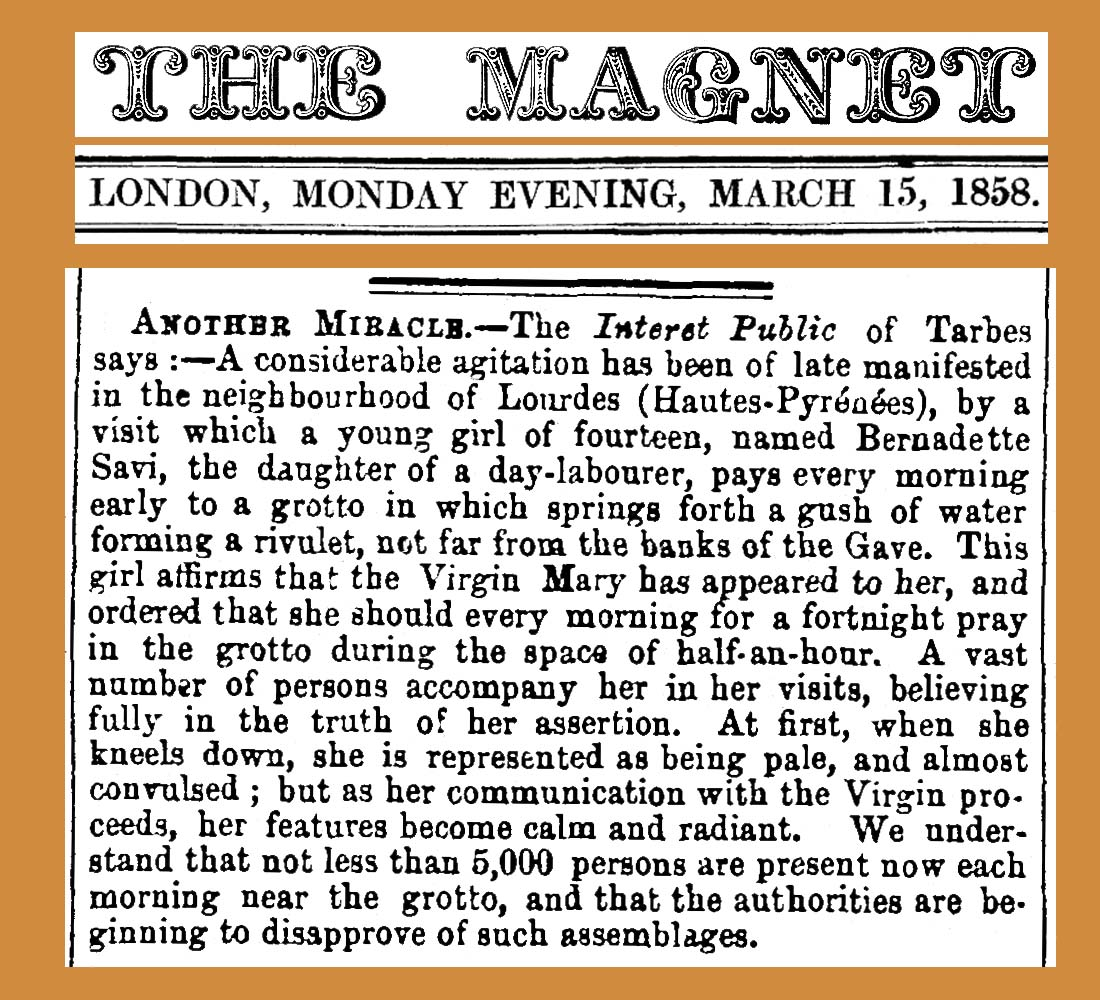
Article du 15 mars 1858 sur le Magnet de Londres, sur les événements à Lourdes.
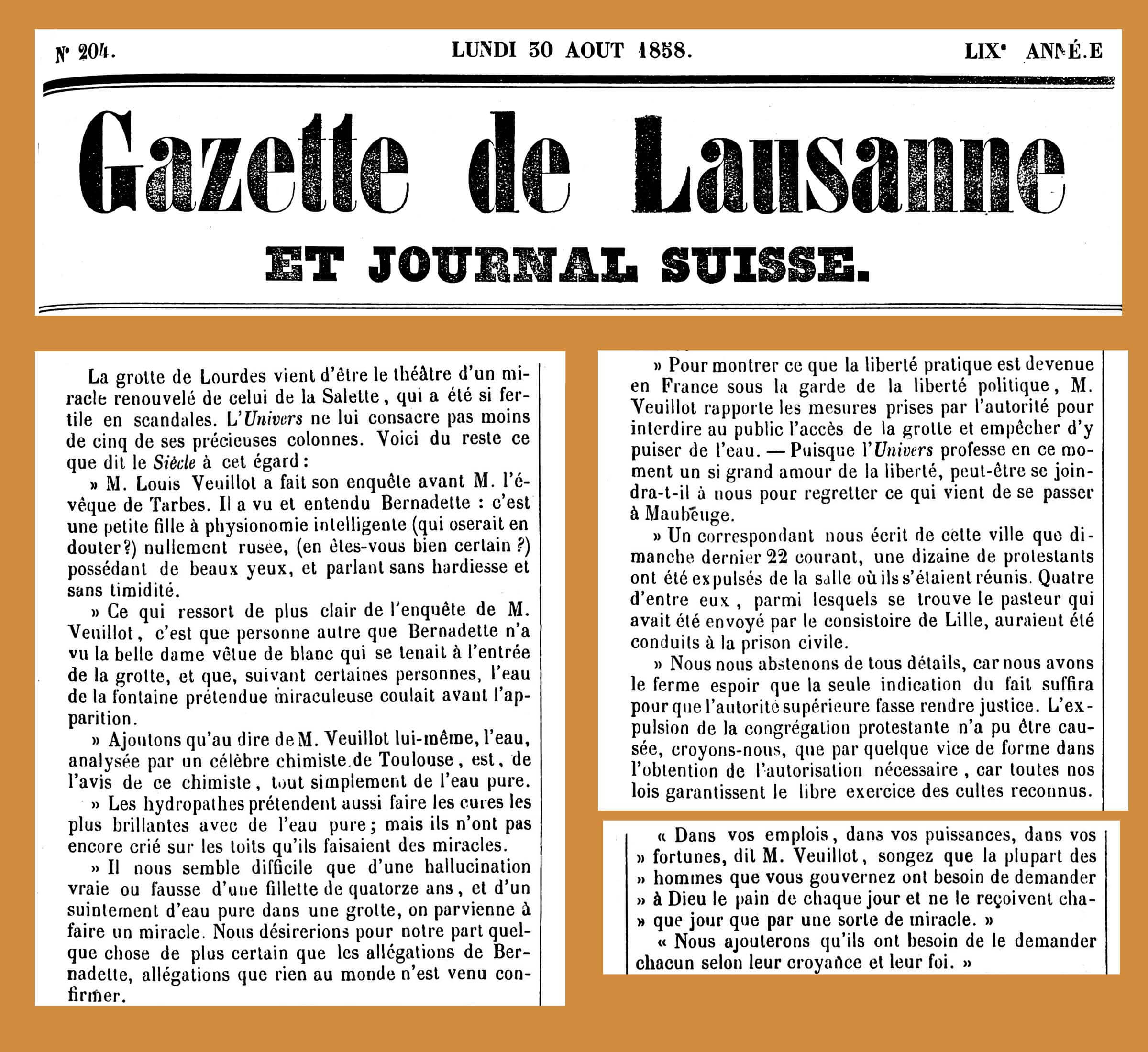
La Gazette de Lausanne du 30 août 1858.
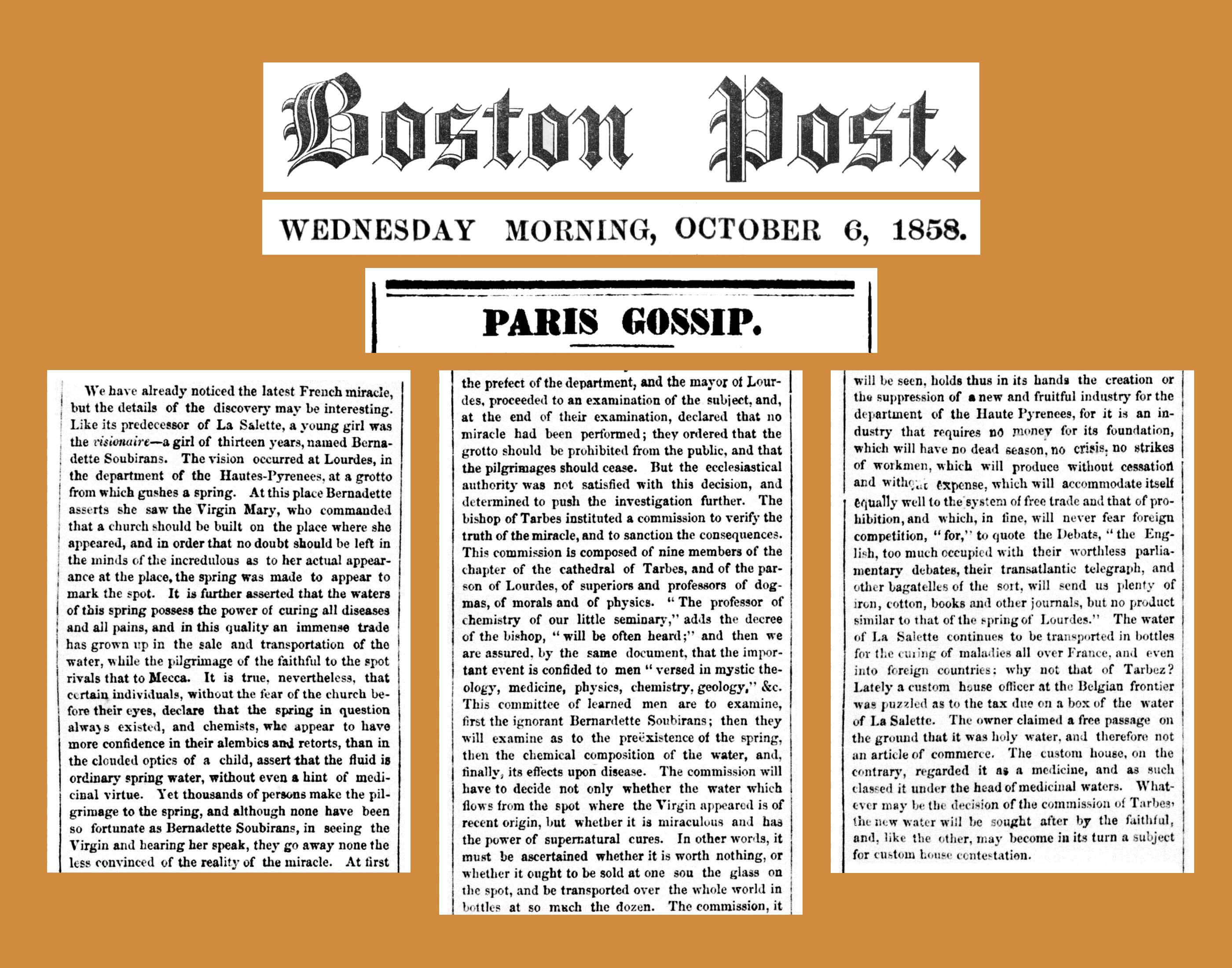
The Boston Post (Boston) du 6 octobre 1858.
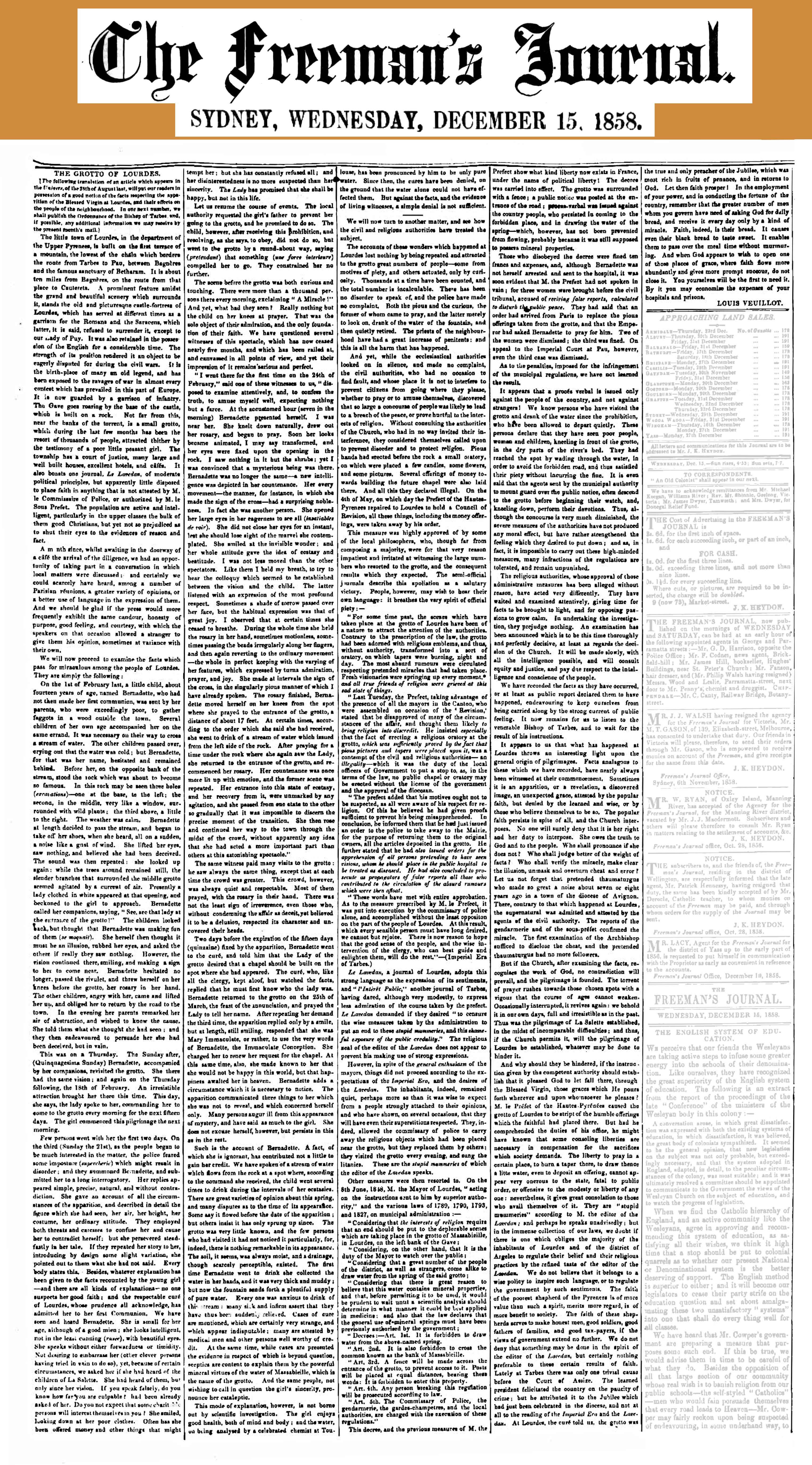
The Freeman's Journal de Sydney, du 15 décembre 1858.
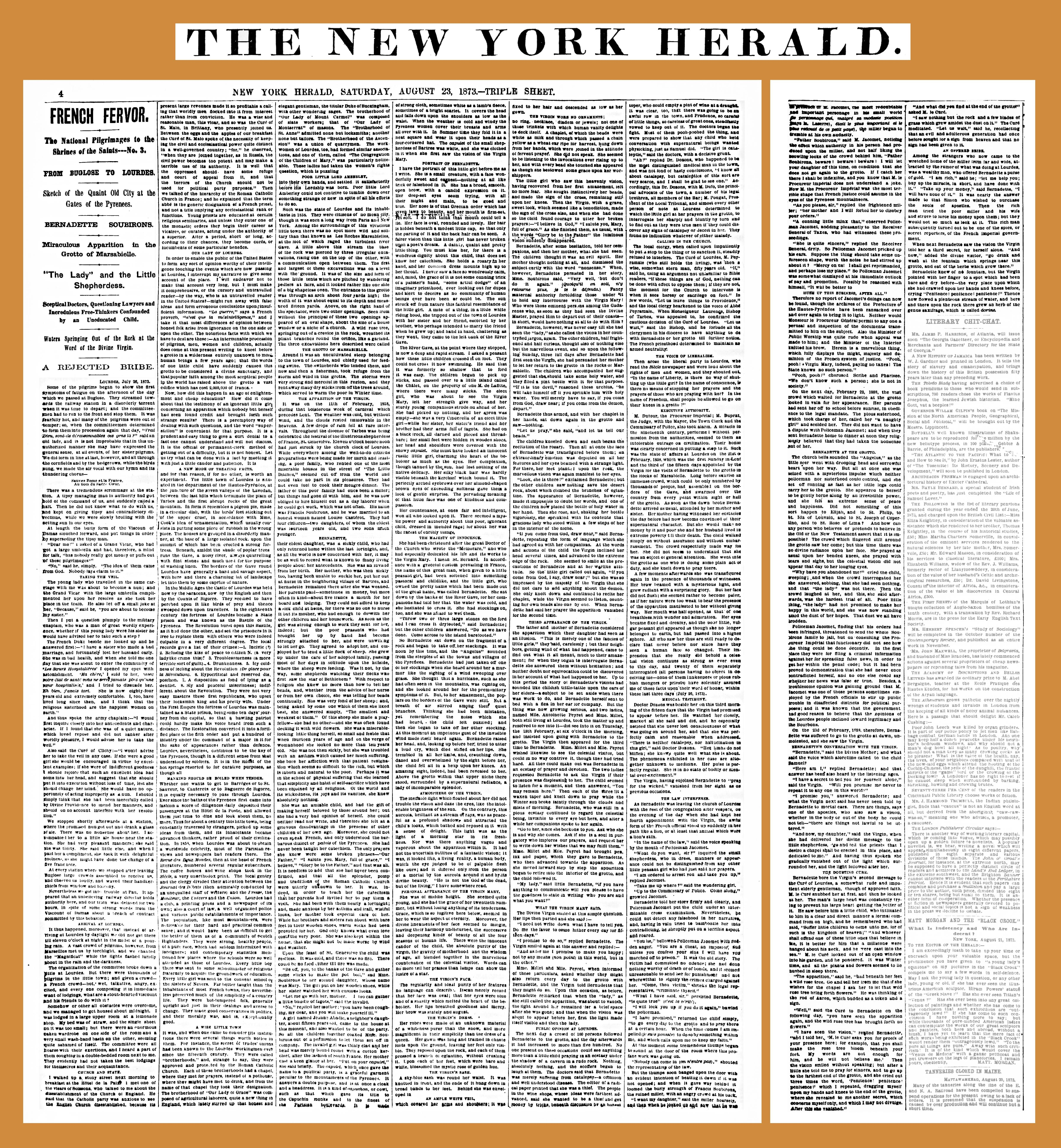
The New York Herald (New York) du 23 août 1873.

### À Lourdes entre 1858 et 1866

#### Pensionnaire à l'hospice de Lourdes
Jusqu'en juin 1860, Bernadette vit dans sa famille. Les Soubirous ont quitté le "cachot" vers septembre 1858 pour vivre dans une pièce plus grande de la maison Deluc. Peu après, début 1859, l'abbé Peyramale s'étant porté caution, François Soubirous peut louer le moulin Gras et reprendre son métier de meunier. Durant cette période, Bernadette travaille comme garde d'enfants, elle tente de combler son retard scolaire avec l'aide d'Augustine Tardhivail qui l'instruit bénévolement, et elle joue son rôle d'aînée à la maison dans les tâches ménagères et vis-à-vis de ses frères et de sa sœur. Enfin, elle répond aux innombrables questions sur les apparitions, rencontrant des visiteurs même lorsqu'elle est malade et alitée.
Un an après les apparitions, environ 30 000 personnes sont passées à Lourdes. Seules ou en groupe, la plupart ont voulu rencontrer ou du moins apercevoir Bernadette car ils viennent pour elle plus que pour la grotte. Bernadette fait l'objet d'un culte populaire qui tourne à la « foire d'empoigne ». Dans un premier temps, il n'existe aucune restriction pour rencontrer Bernadette. Si la plupart des rencontres se passent sans problème, Bernadette doit souvent faire face à d'embarrassantes effusions affectives, à des pressions pour obtenir des reliques (mèche de cheveux, chapelet, fils de ses vêtements, etc.) et, parfois, à de l'agressivité ou de la bizarrerie. L'abbé Peyramale et le maire cherchent un moyen de mettre fin à ce tumulte.
L'idée selon laquelle Bernadette pourrait vivre à l'hospice tenu par les sœurs est née dès l'automne 1858, mais Bernadette, qui n'avait que 14 ans, souhaitait rester chez ses parents. La proposition en reste donc là, tandis que l'on indique avec plus ou moins de succès aux pèlerins qu'ils doivent d'abord passer au presbytère pour obtenir l'autorisation d'aller voir Bernadette. Au printemps 1860, avec l'augmentation saisonnière du nombre de visiteurs, l'entrée de Bernadette en pension à l'hospice des sœurs de la Charité se décide. C'est le maire Anselme Lacadé, qui trouve la solution administrative et financière. L'hospice est un lieu d'accueil des malades en même temps qu'une école. Le maire qui subventionne cette institution propose que Bernadette y soit admise gratuitement comme malade indigente en raison de sa santé fragile tandis que tous les aménagements nécessaires à la poursuite de son éducation scolaire et ménagère pourront être pris au sein de cette institution. Désormais, il n'est plus possible de voir Bernadette sans en faire préalablement la demande au presbytère et Bernadette ne peut plus sortir de l'hospice sans l'accord du curé. Cette interdiction de sortie visant surtout à encadrer les demandes faites pour « voir la voyante ». Une exception permanente est prévue pour qu'elle puisse librement visiter ses parents mais elle doit toujours être accompagnée d'une sœur. Lorsque les visites de Bernadette dans sa famille poseront des difficultés aux sœurs, Bernadette leur rappellera avec ténacité la promesse qu'elle pourrait y aller librement.
La décision de placer Bernadette à l'hospice a été l'objet de longues négociations et de désaccords entre ceux qui en furent partie prenante. Dominiquette Cavenaze, le maire et le curé y ont poussé ; les parents Soubirous y ont consenti malgré leurs réticences, de même que les sœurs de Nevers ; le docteur Dozous, qui s'était autoproclamé médecin attitré et bénévole de Bernadette, s'est élevé contre cette décision : « Quoi ! Confier Bernadette à cette supérieure, une incrédule ! […] Bernadette est en de mauvaises mains. À tout prix, il faut qu'elle en sorte ! ». Néanmoins, le docteur Dozous perdait peu à peu toute crédibilité, à mesure qu'il perdait son discernement de médecin lorsqu'il s'agissait de constater des guérisons et des miracles. Anne Bernet, considère que ce placement visait à soustraire Bernadette à son milieu familial, celui des Soubirous et des Castérot, qui reste très défavorablement considéré pour sa moralité et ses mœurs par les notables locaux. René Laurentin insiste pour sa part sur la nécessité qu'il y avait de protéger Bernadette des visites incessantes, tout en permettant aux nombreux pèlerins de la rencontrer. Bernadette reste en effet, selon un avis largement partagé, « la meilleure preuve des apparitions ». Le placement de Bernadette à l'hospice, loin de mettre fin aux visites, les pose dans un cadre réglé par les horaires de l'école et de l'hospice. On obtient facilement l'autorisation de la rencontrer au parloir tandis qu'il n'est plus question de venir voir Bernadette à n'importe quelle heure, ou encore de l'emmener à l'improviste pour la monter à Cauterets ou à Bagnères comme que cela s'était fait.
Bernadette n'a pour sa part pas fait de difficultés pour entrer en pension : elle a obéi. Elle le vécut cependant comme une forme de déracinement. Selon l'expression de René Laurentin : « Bernadette, plante de pleine terre, est repiquée en serre. » Ce qu'elle perd notamment à ce moment-là, c'est son rôle d'aînée. Un rôle important dans son milieu social et familial qui lui donnait autorité et responsabilités. Comme dans toutes les familles pauvres, chez les Soubirous, la « grande sœur » avait à s'occuper des plus jeunes au quotidien ; à l'hospice, elle devient celle dont on s'occupe.
Au sein de l'hospice, l'école fonctionne avec deux systèmes. La classe gratuite pour les indigents est externe. Les élèves y viennent irrégulièrement et ils ne peuvent accéder aux autres parties de l'hospice. Les classes payantes sont quant à elles intégrées au reste de la maison. Vivant à l'hospice, Bernadette doit rejoindre l'une des deux classes payantes : celle des « demoiselles de la bourgeoisie » ou la « seconde classe », celle des filles de familles plus modestes. Bernadette qui aurait souhaité rester avec les indigents, rejoint la « seconde classe ». Peu après l'entrée de Bernadette à l'hospice, l'abbé Bernadou réalise les premiers clichés. Il le fait sans aucune intention commerciale, avec le souhait de fixer l'extase de Bernadette.

Quatre des six premiers clichés de Bernadette Soubirous pris par l'abbé P. Bernadou en 1861 ou 1862.
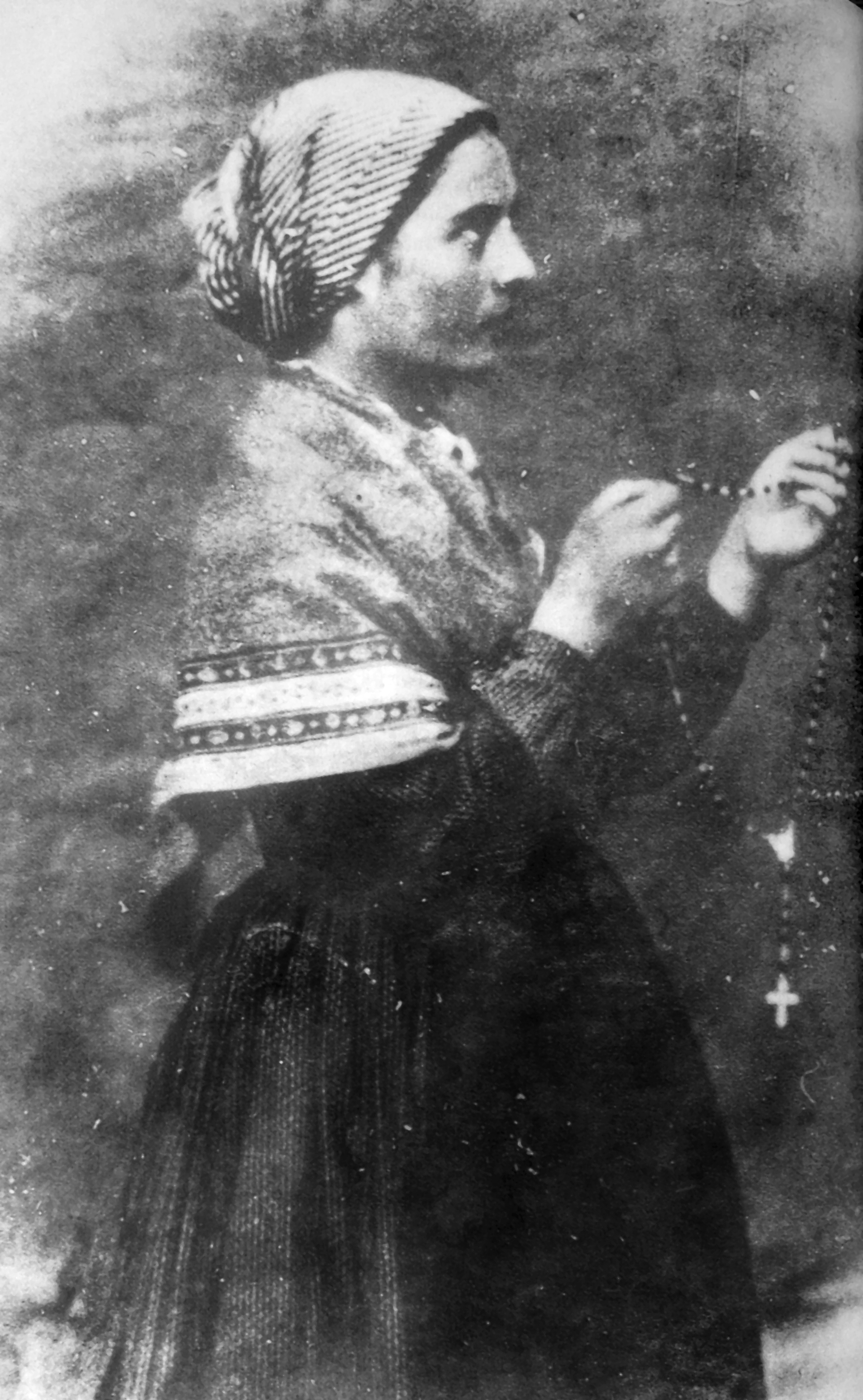
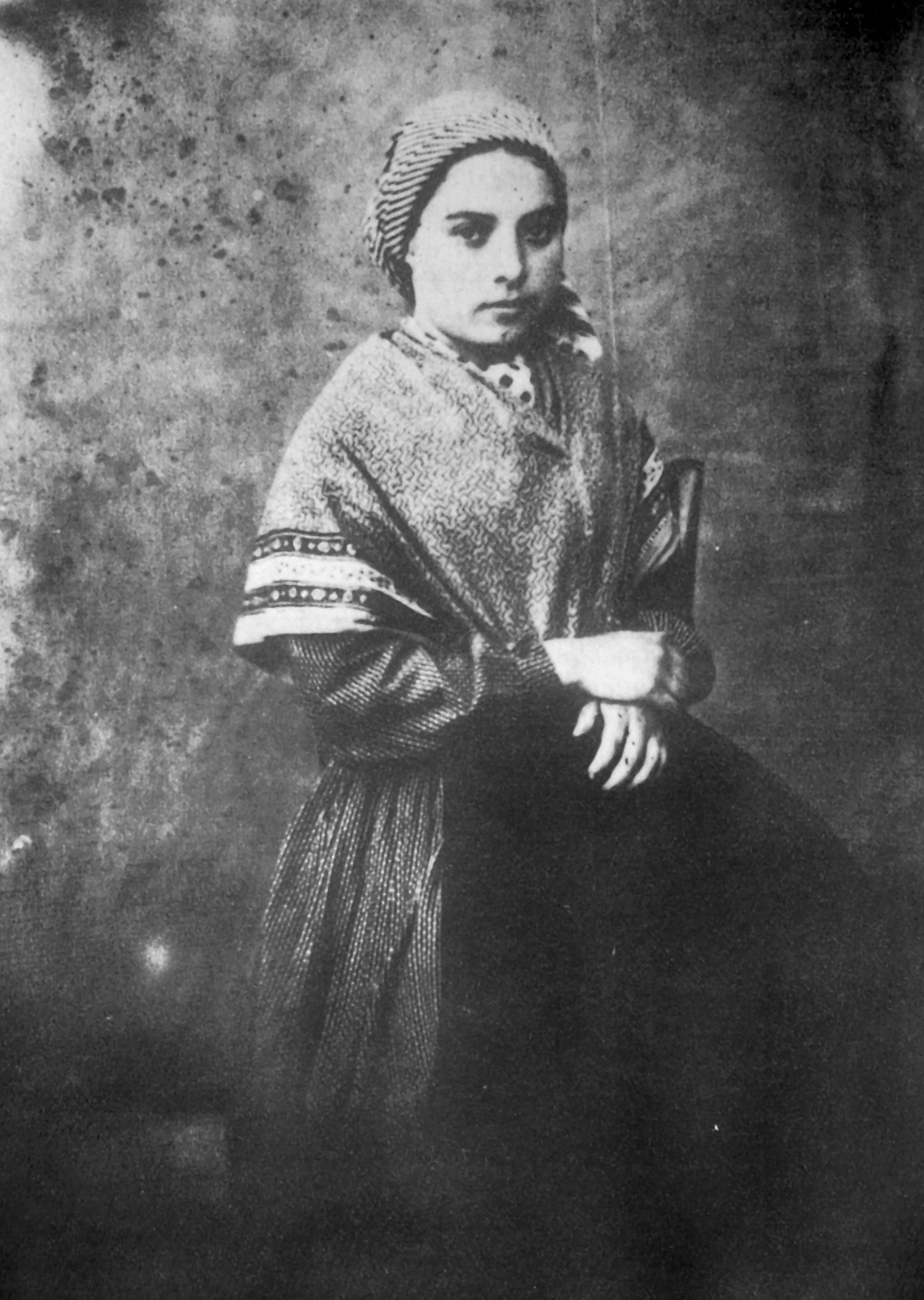
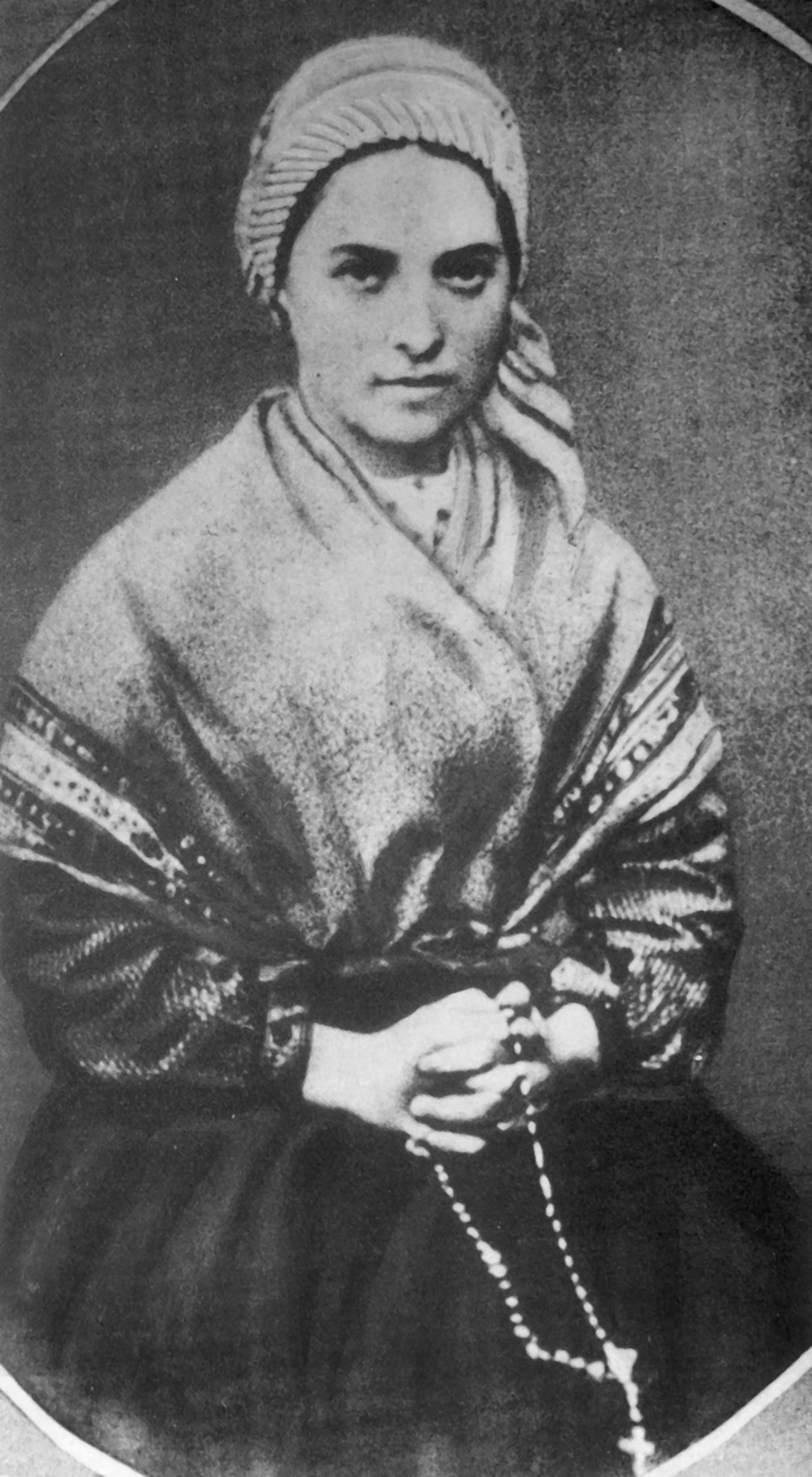
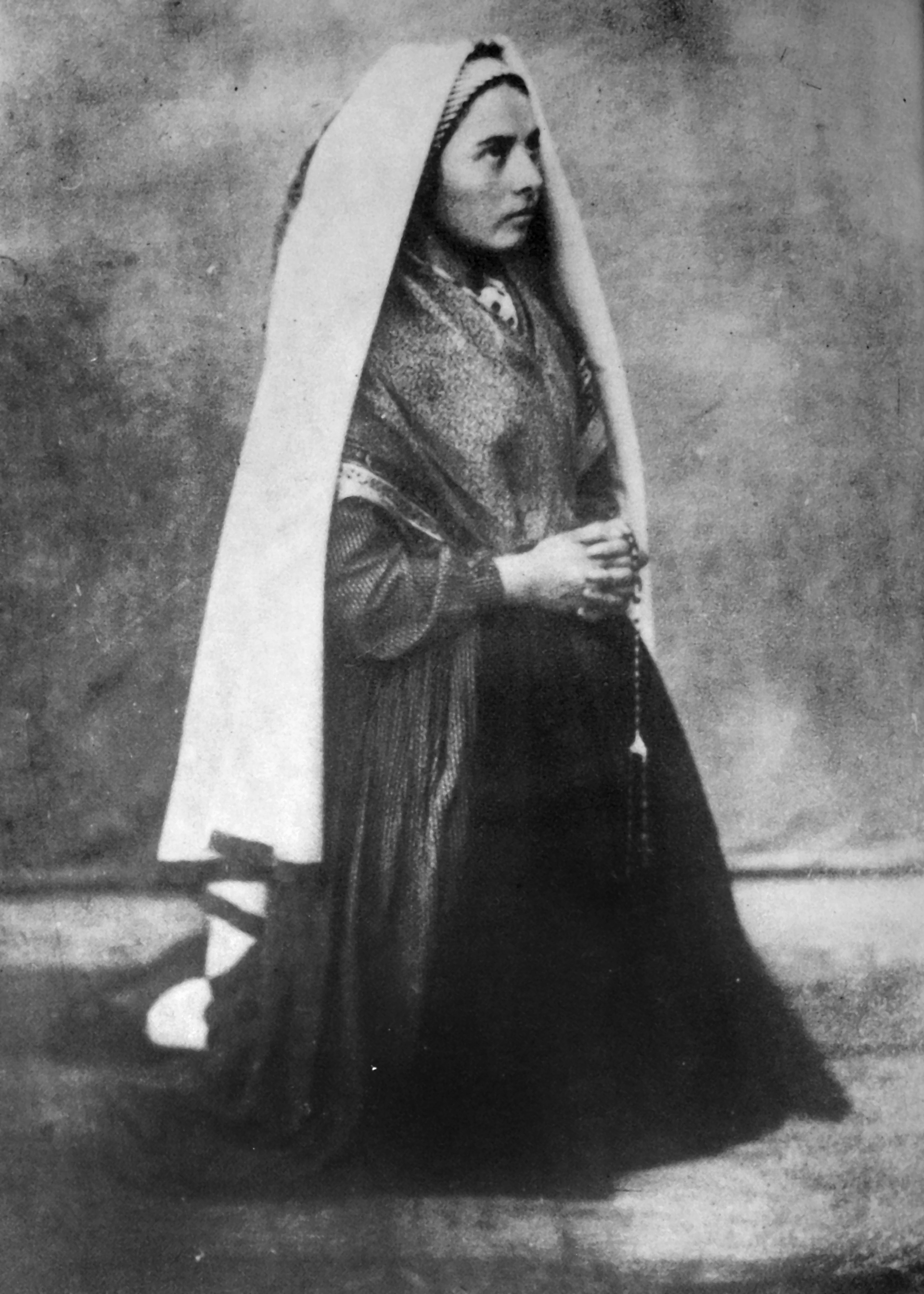

Bernadette a seize ans lorsqu'elle entre à l'hospice. Bien que son retard scolaire soit important, elle fait des progrès rapides en lecture et en écriture, apprenant ainsi le français. Elle est douée pour la couture et la broderie. Du point de vue des sœurs, sa piété est irréprochable bien qu'elle ne fasse pas preuve d'un zèle particulier à cet égard. Tous les quinze jours, elle participe à la réunion des Enfants de Marie, et, comme le veulent les instructions de ce mouvement, elle dit personnellement le chapelet deux ou trois fois par jour. Sur l'insistance des sœurs, elle essaie de se mettre à l'oraison. Bernadette refuse de parler des apparitions quand ce n'est pas au parloir dans le cadre des fréquentes séances de témoignage prévues à cet effet. Selon les témoignages de ses amies, c'est une excellente camarade de classe. Elle fuit les conversations et les ambiances trop sérieuses, elle rit facilement et bruyamment. Petite pour son âge, elle se plaît à jouer avec les plus jeunes qu'elle. À dix-sept ans, elle fait quelques coquetteries. En somme, c'est une élève ordinaire. Elle semble heureuse. Les sœurs en sont contentes et tout se passe bien. En 1863, Bernadette a passé l'âge d'être en classe. Néanmoins, elle semble se trouver bien chez les sœurs et, à Mgr Forcade qui l'interroge sur son avenir, elle répond qu'elle n'envisage rien d'autre pour son avenir que de rester là, à faire des travaux ménagers ou à soigner les malades de l'hospice, ce qui est impossible si elle ne devient pas elle-même religieuse. En fait Bernadette cherche sa vocation religieuse, mais elle n'a encore rien décidé.

#### Vocation religieuse
Le 4 avril 1864, Bernadette ne peut assister à l'inauguration de la statue de la grotte. Cependant elle choisit ce jour de fête pour annoncer à sœur Alexandrine Roques, supérieure de l'hospice de Lourdes, qu'elle veut devenir religieuse chez les Sœurs de la Charité de Nevers. Cette décision de Bernadette a été longuement mûrie. Le premier témoignage d'un questionnement sur sa vocation religieuse remonte à la période des apparitions. Dans une lettre datée du 8 mars 1858, Adélaïde Monlaur raconte une conversation dont elle a été témoin entre Bernadette et le maire, Anselme Lacadé :

« Monsieur le maire de Lourdes et plusieurs autres messieurs lui ont demandé quel état elle voudrait apprendre, si elle voulait apprendre l'état de couturière qu'on voulait payer, si elle voulait être repasseuse qu'on voulait aussi payer. Elle a répondu, après avoir réfléchi un instant qu'elle voulait être religieuse. Monsieur le maire lui a répondu : « Mais tu peux changer ? En attendant, il faut apprendre un état. » Elle dit : « Je ne changerai pas, cependant je veux faire ce que mon père et ma mère voudront. »

Elle dira plus tard à propos de son choix pour les sœurs de la Charité de Nevers : « Je vais à Nevers parce qu'on ne m'y a pas attirée. » Au sujet de ceux qui ont cherché à attirer Bernadette, Sœur Alexandrine dénonce « l'amour-propre et […] la convoitise de tous les ordres religieux qui, même en notre présence, viennent souvent la solliciter ». Si les sollicitations ont fait fuir Bernadette, il reste qu'elle a largement consulté son entourage : ses parents, ses tantes, l'abbé Pomian, l'abbé Peyramale, les sœurs de l'hospice et surtout ses amies qui étaient nombreuses à chercher en même temps qu'elle la communauté religieuse dans laquelle entrer. Les apparitions de Lourdes ont en effet suscité de nombreuses vocations de prêtres et de religieuses dans la jeunesse de Lourdes et des environs.
Jeanne Védère, la cousine de Bernadette, voulait elle aussi devenir religieuse, mais elle devait pour cela vaincre les réticences de ses parents. Dans sa correspondance avec Bernadette, il apparaît qu'elle était prête à entrer dans n'importe quelle communauté, envisageant d'en changer ensuite. Bernadette lui recommande de ne pas faire cela et de ne prendre qu'un engagement qu'elle serait fermement résolue de tenir. Les différentes communautés envisagées par Jeanne Védère sont celles qui ont des maisons ou des couvents dans les environs. Ce sera naturellement aussi sur ces congrégations que Bernadette se posera des questions : le Carmel, les filles de la Charité et les cisterciennes notamment.
Bernadette a, semble-t-il, d'abord été attirée par l'idée d'une vie religieuse cachée. En ce sens la suggestion du Carmel lui est faite dès le printemps 1858. On l’emmène alors visiter le Carmel de Bagnères, mais plusieurs choses la rebutent. La première est qu'on lui fait comprendre qu'il sera possible de la dispenser partiellement de la règle car sa santé fragile ne lui permettrait pas de la vivre pleinement. Bernadette se fixe alors sur le sentiment qu'elle n'a pas à s'engager pour une règle qu'elle ne suivrait qu'à moitié. Les réticences de Bernadette semblent aussi dues aux encouragements pressants de pères carmes et de religieuses carmélites pour qu'elle rejoigne leur ordre.
L'été 1861, une amie de Bernadette, Germaine Raval, qui était présente lors des apparitions, est revenue à Lourdes pour une dernière visite à sa famille avant son entrée définitive au couvent des filles de la Charité de Tarbes. Elle avait consulté Bernadette avant de prendre cette décision et Bernadette l'y avait encouragée. La supérieure du couvent des filles de la Charité, informée par Germaine Raval des bonnes dispositions de la voyante de Lourdes à l'égard de leur congrégation, a accompagné Germaine Raval pour ses adieux à sa famille. Elle voulait profiter de l'occasion pour faire des avances à Bernadette. À l'hospice, les filles de la Charité lui font même essayer leur costume. Bernadette fait bonne figure, mais ne veut pas aller chez elles.
Au sein de l'hospice, sœur Maria Géraud et Bernadette se sont profondément liées d'amitié. En 1863, la sœur s'inquiète beaucoup des sollicitations qui sont faites à Bernadette pour aller dans d'autres communautés que celle des sœurs de la Charité de Nevers. Elle en parle en pleurant et on lui fait remarquer qu'elle s'est trop attachée à Bernadette. La même année, elle est mutée à l’hôpital de Bagnères. Bernadette n'est toujours pas fixée à ce moment-là, mais elle fait, au sein même de l'hospice, des expériences décisives. Elle s'intéresse aux personnes âgées et aux malades, notamment à « une femme déguenillée qui s'adonne au vin. Elle était tombée dans un brasier, la tête la première, et s'était brûlée horriblement. Bernadette demande à la voir et à la soigner. On le lui permet. Elle s'acquitte de sa tâche comme une infirmière très experte. Quand la femme est sur le point de quitter l'hospice, Bernadette lui dit en riant : « Il ne faudra pas tant siffler dorénavant. » Bernadette soigne ainsi différentes personnes parmi les anonymes de l'hospice de Lourdes. Elle y prend goût et dit à Jeanne Vedrène qu'elle aime les pauvres, qu'elle aime soigner les malades et qu'elle restera chez les sœurs de Nevers. À ce moment, cela signifie simplement pour Bernadette qu'elle veut rester à l'hospice de Lourdes pour soigner les malades.

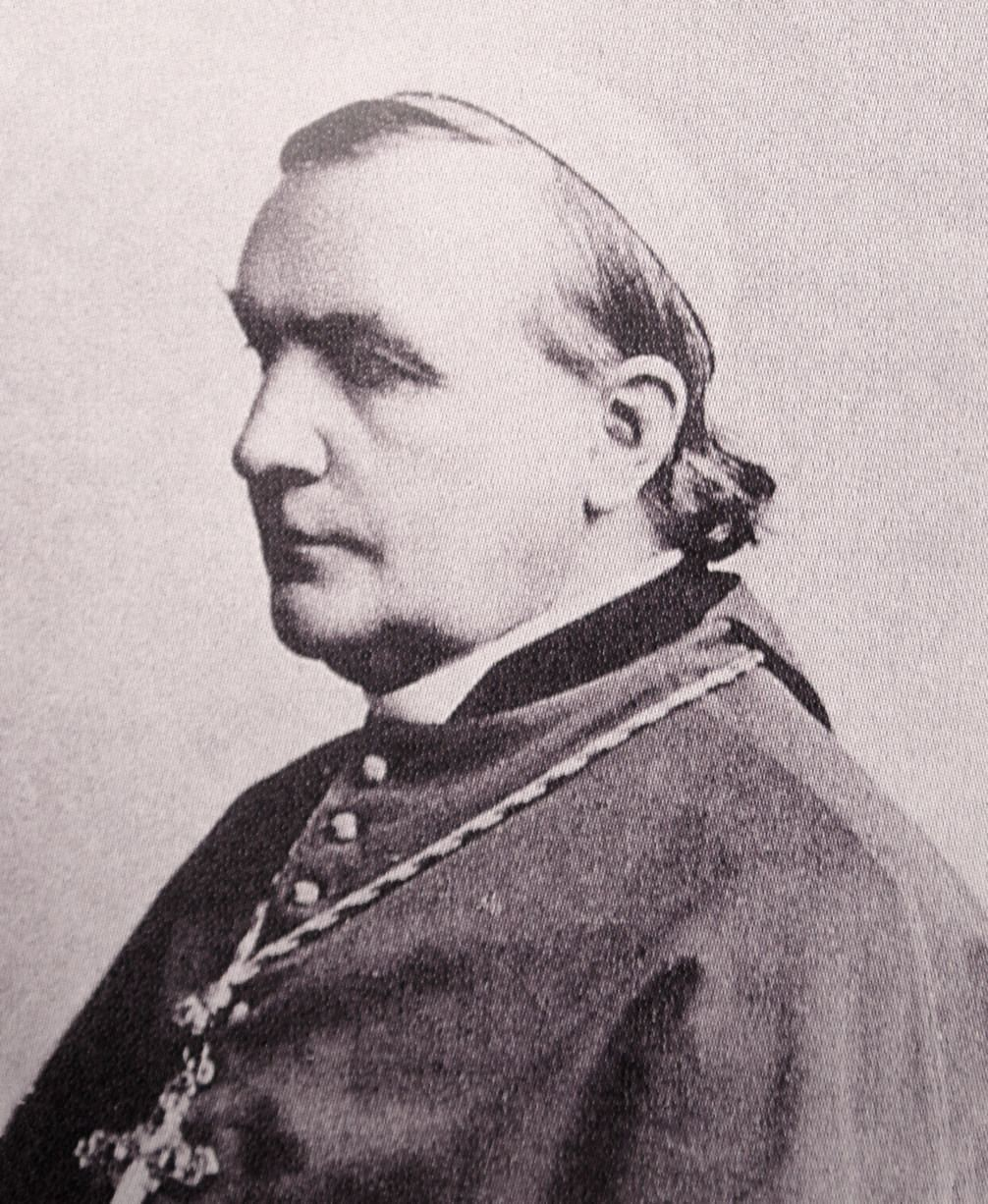
Théodore-Augustin Forcade, évêque de Nevers.

Théodore-Augustin Forcade est, en tant qu'évêque de Nevers, responsable de la congrégation des sœurs de la Charité de Nevers. Le 25 septembre 1863, il vient à Lourdes pour visiter l'hospice avec l'intention d'y rencontrer Bernadette. Le premier contact est fortuit. Bernadette a été chargée de sonner la cloche annonçant son arrivée. Elle y met toute son énergie si bien que l'évêque qui ne la connaît pas lui dit en occitan « Pro, pro » (« assez, assez »). L'incident amuse beaucoup Bernadette qui rentre dans la communauté en riant : « Monseigneur parle patois. » L'évêque ignore que c'était Bernadette, mais pour elle, l'impression est bonne, et l'évêque n'aura ensuite aucune difficulté à nouer un dialogue avec elle. Il vient d'abord la trouver dans la cuisine alors qu'elle épluche des légumes, puis il la retrouve au parloir où il la questionne sur les apparitions. Il lui demande ensuite ce qu'elle va devenir. « Mais rien ! », répond Bernadette, qui lui explique qu'elle se trouve bien là, à l'hospice. Il lui dit que ce n'est pas possible de rester là comme une domestique tandis que Bernadette lui pose le problème de la dot si elle voulait rentrer chez les sœurs. L'évêque lui explique que lorsqu'une vocation est reconnue chez une fille pauvre, elle peut être reçue sans dot. Bernadette lui dit alors ce dont les sœurs lui ont rebattu les oreilles pour entretenir son humilité et dont elle s'est convaincue : « Je ne sais rien… Je ne suis bonne à rien. » L'évêque plaisante en lui disant qu'il avait remarqué qu'elle était au moins bonne à éplucher des légumes. Elle rit, il l'invite à y réfléchir, à prier et à consulter, et ils en restent là.
À partir du 4 avril 1864, jour où elle annonce pour la première fois sa décision, elle répondra invariablement qu'elle veut entrer chez les sœurs de Nevers. Le père Sempé, chapelain du nouveau sanctuaire, la trouble en lui faisant remarquer qu'elle aurait dû choisir une congrégation vouée au culte de la Vierge Marie. L'abbé Pomian la rassure en lui disant que l'on peut honorer la sainte Vierge dans toutes les congrégations religieuses. Ce même mois, elle rédige sa demande pour entrer au noviciat, dans la maison mère de la congrégation, à Nevers. L'évêque de Nevers lui répond favorablement en novembre. Le délai est dû aux hésitations de la supérieure générale qui n'était pas très favorable à cette entrée et hésita longtemps. Sa demande ayant été acceptée, Bernadette aurait pu commencer le noviciat peu après novembre 1864, mais elle tombe malade à ce moment-là et doit rester alitée jusque fin janvier. Elle reste à l'hospice de Lourdes quelque temps encore avec le statut de postulante. Pour l'étape suivante, il faut aller au noviciat, c'est-à-dire à Nevers.
Pour René Laurentin, la vocation de Bernadette est le fruit « d'une humble délibération au niveau des réalités humaines où elle se trouvait effectivement enracinée avant tout de son expérience d'infirmière au service des pauvres les plus déshérités. » Lourdais et pèlerins exprimant une sorte de vénération pour Bernadette, son départ de Lourdes a aussi été envisagé comme une façon d'escamoter Bernadette. Zola n'était pas catégorique sur ce point : « Je veux bien qu'il n'y ait pas eu une volonté unique, persistante, qui l'ait escamotée, puis gardée, même morte. » Il se dit néanmoins troublé : « Il semble que quelqu'un a eu peur d'elle, n'a pas voulu partager, s'est inquiété du pouvoir, de la popularité immense qu'elle pouvait prendre. Il semble que, jalousement, quelqu'un l'ait escamotée ». Ruth Harris estime qu'il est difficile de déterminer si sa vocation religieuse lui est venue spontanément, ou si l'on a cherché à l'éloigner de Lourdes. Si elle ne va pas jusqu'à penser qu'on ait « expédié » Bernadette à Nevers « pour se débarrasser d'elle », elle suggère néanmoins un patient travail de Dominique Peyramale pour éviter une prétention à la sainteté, pour renforcer Bernadette dans « son humilité naturelle » — le but étant de protéger le lieu saint de la faiblesse de Bernadette ou de son charisme. Bernadette, qui a mal supporté d'être regardée ou montrée comme une bête curieuse à Lourdes, exprimera assez clairement l'idée qu'elle se cache à Nevers.

#### Quotidien de Bernadette entre les apparitions et son départ pour Nevers
Bernadette est régulièrement prise de violentes crises d’asthme. Lorsque ces crises se produisent, une sœur est chargée de la veiller la nuit. Les parents de Bernadette sont plusieurs fois appelés en pleine nuit alors que l'on craint de la voir mourir. Ces crises qui s'arrêtent aussi soudainement qu'elles commencent, justifient une grande réticence des sœurs à la laisser sortir. Même si visiblement ces crises la font souffrir, elle n'est pas plaintive, un jour elle déclare même : « J'aime encore mieux cela que de recevoir des visites. » En avril 1862, Bernadette a une crise particulièrement sévère. Le docteur Balencie est à son chevet et se montre pessimiste. L'abbé Pomian décide alors de lui donner l'extrême onction. Les rites n'en sont pas achevés que la crise a cessé.
Bernadette apprend progressivement à gérer les visiteurs et leurs comportements parfois embarrassants. Un père Carme vient la trouver dans la cuisine de l'hospice se met à genoux devant elle et lui demande de le bénir. Elle lui dit qu'elle ne sait pas bénir, et il lui demande de répéter « Sainte Vierge qui m'est apparue, bénissez ce prêtre. » L'abbé Pomian lui fournit la réponse à donner pour faire face à des demandes incongrues : « Cela m'est défendu. » On lui interdit de donner ses cheveux ou des reliques, tandis que les gens viennent la voir avec quantité de chapelets et de médailles pour qu'elle les distribue. C'est un moyen d'avoir un objet « touché par la voyante de Lourdes ». La plupart des visiteurs demandent à Bernadette de prier pour eux. Certains ont la délicatesse de se rendre compte qu'elle ne peut pas se souvenir de tout le monde. Elle dit qu'elle récite le chapelet chaque jour pour tous ceux qui se recommandent à ses prières. En 1863, les autorités fixent la règle selon laquelle elle priera « deux fois par jour, matin et soir » pour les bienfaiteurs de la chapelle. Bernadette prend l'habitude de demander à ceux qui lui demandent de prier pour eux, d'en faire autant pour elle. Sur les images d'elle qu'on lui demande de signer, elle écrit systématiquement : « P. P. Bernadette Soubirous » (Priez pour Bernadette Soubirous). Elle n'est pas heureuse de ces visites qu'elle reçoit sans se plaindre, mais par obéissance. Un jour, elle est surprise à la porte du parloir en train de sécher ses larmes pour essayer de faire bonne figure devant ceux qui l'attendent. Une autre fois, elle découvre que parmi les images qu'on lui présente pour les signer, un photographe a eu l'idée de mettre son portrait dans une rose. Elle signe en disant : « Quelle bêtise. » Chaque jour, elle doit raconter les apparitions, elle répète machinalement toujours le même témoignage.
Au début, lorsqu'un visiteur lui fait un cadeau, Bernadette le jette par terre. Elle trouvera des façons plus aimables de refuser ces dons, en disant par exemple : « Reprenez-le, ça me brûle. » À l'hospice de Lourdes, elle prend l'habitude d'orienter les donateurs vers l'institution en leur disant : « Il y a un tronc ». Plus tard à Nevers elle confirme cette attitude en disant : « Je ne puis ni recevoir ni transmettre votre offrande. »
En 1862, les photographes commencent à se disputer le privilège de pouvoir prendre des photos de Bernadette pour les vendre. Sur ces ventes, la moitié leur revient, l'autre est destinée à la construction de la chapelle. Le premier à être autorisé par l'évêque à réaliser des photos est Dufour qui prend « Bernadette en extase » et « Bernadette devant la grotte accompagnée de ses sœurs ». Dufour perd immédiatement l'exclusivité, l'évêque ayant aussi donné l'autorisation à Billard-Perrin. Ce dernier réalise une suite de clichés assez sobres, pour la plupart desquels il a demandé à Bernadette d'avoir les yeux levés, comme si elle voyait la Vierge.

Clichés de Bernadette Soubirous pris par Billard-Perrin à l'automne 1863
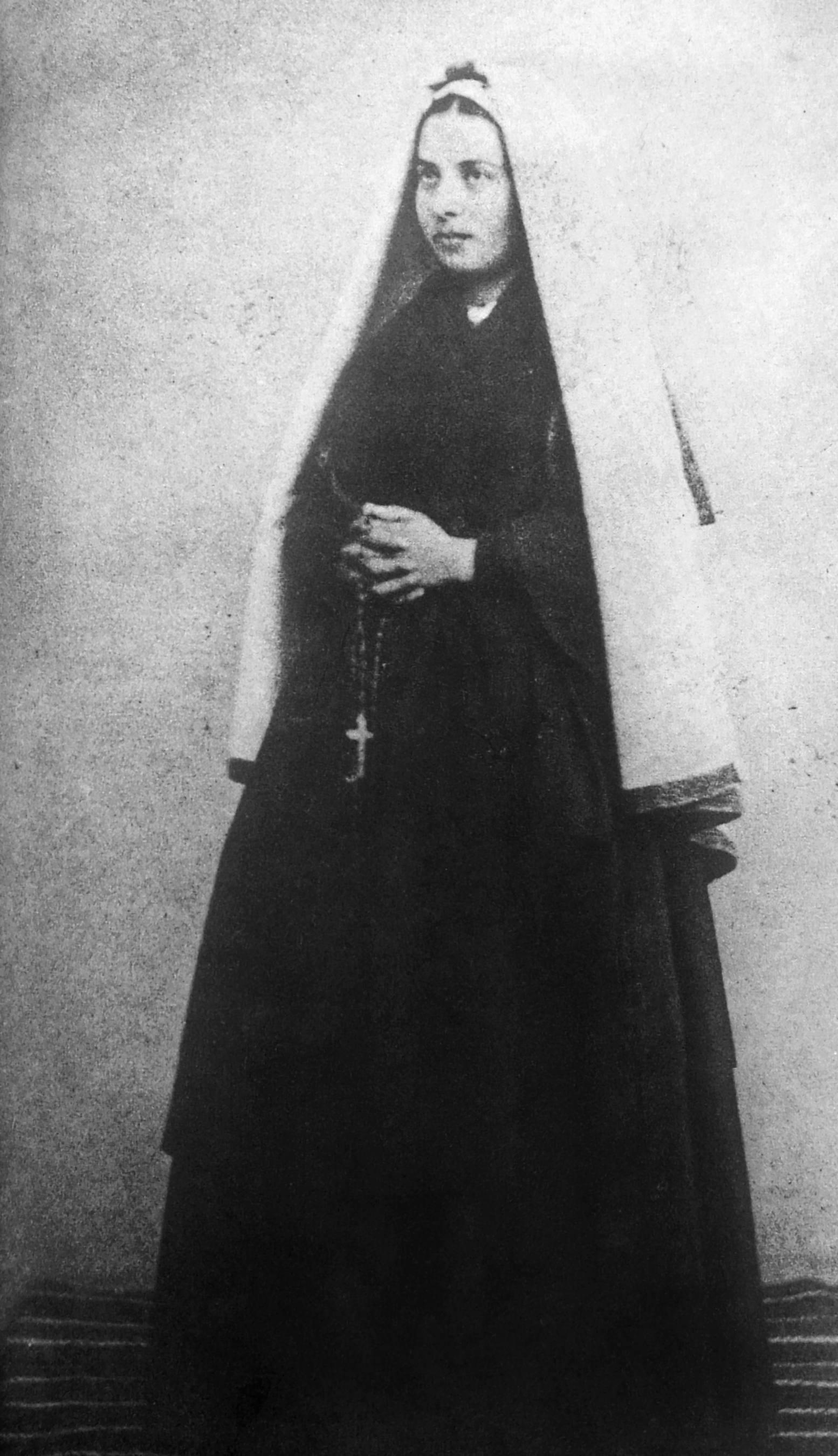
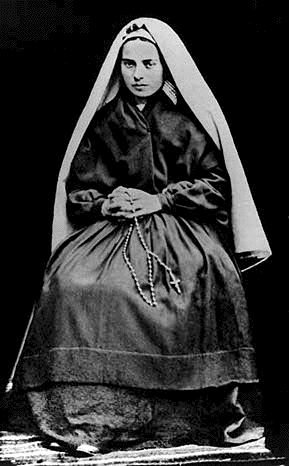
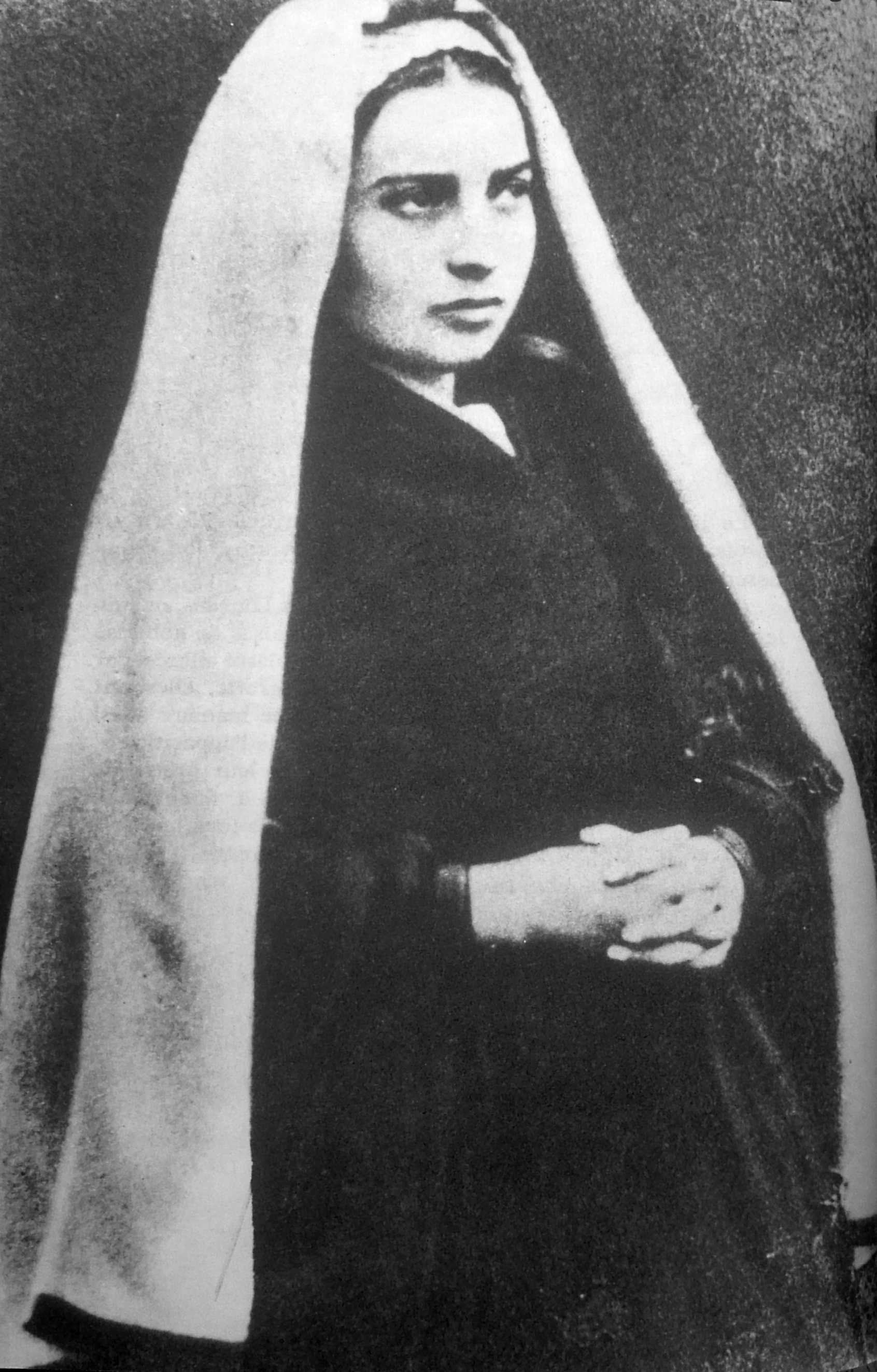
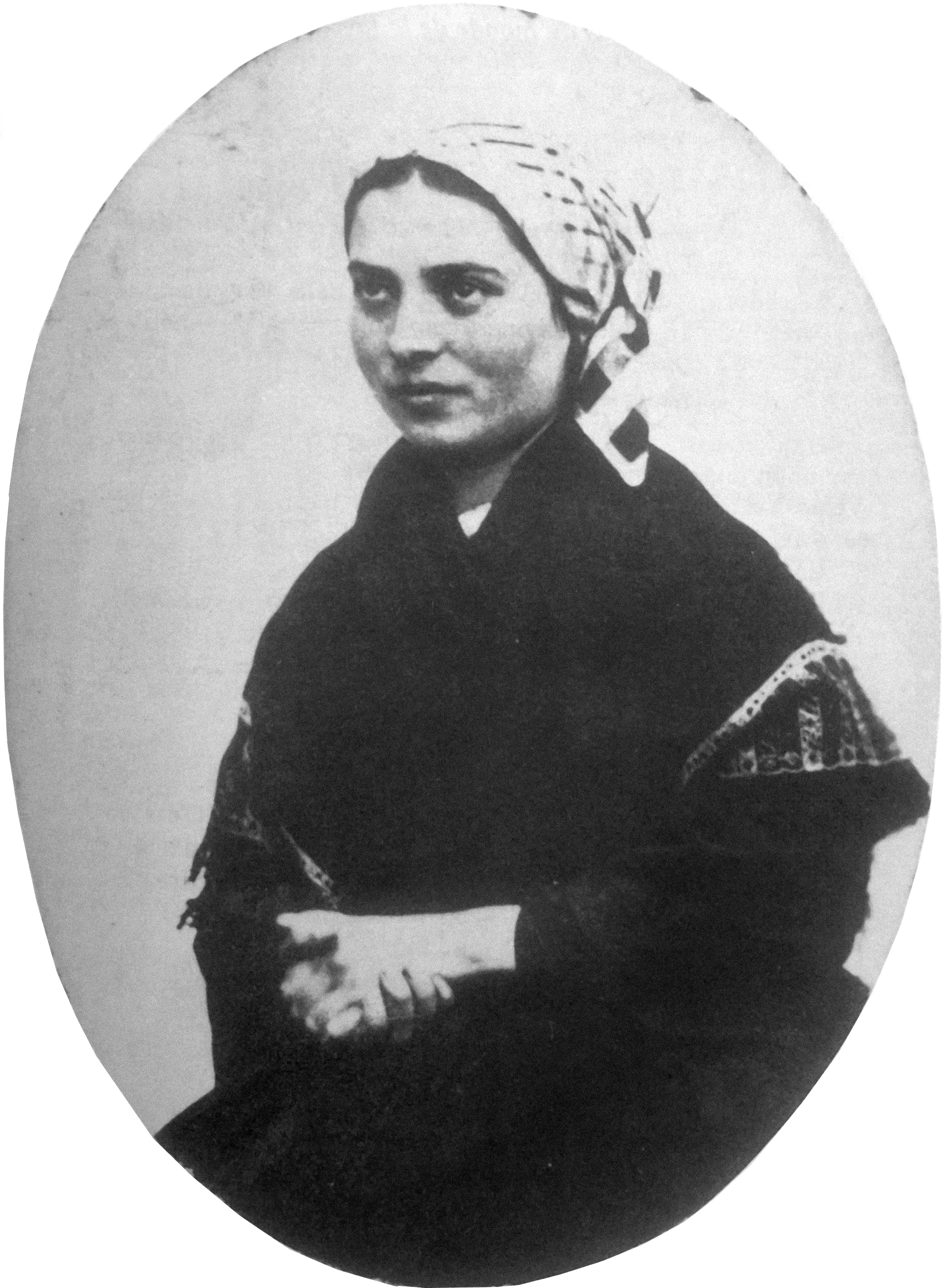
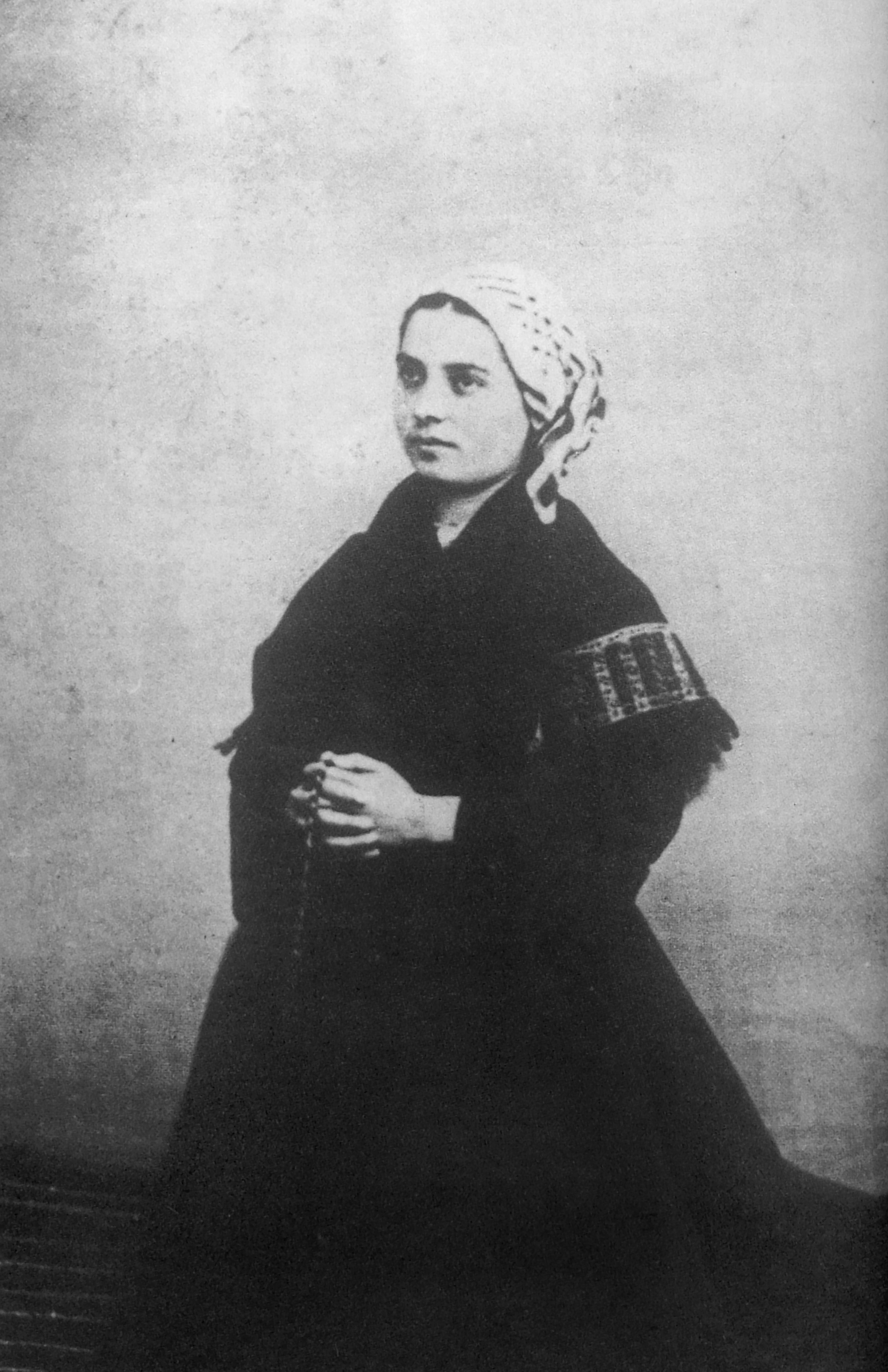
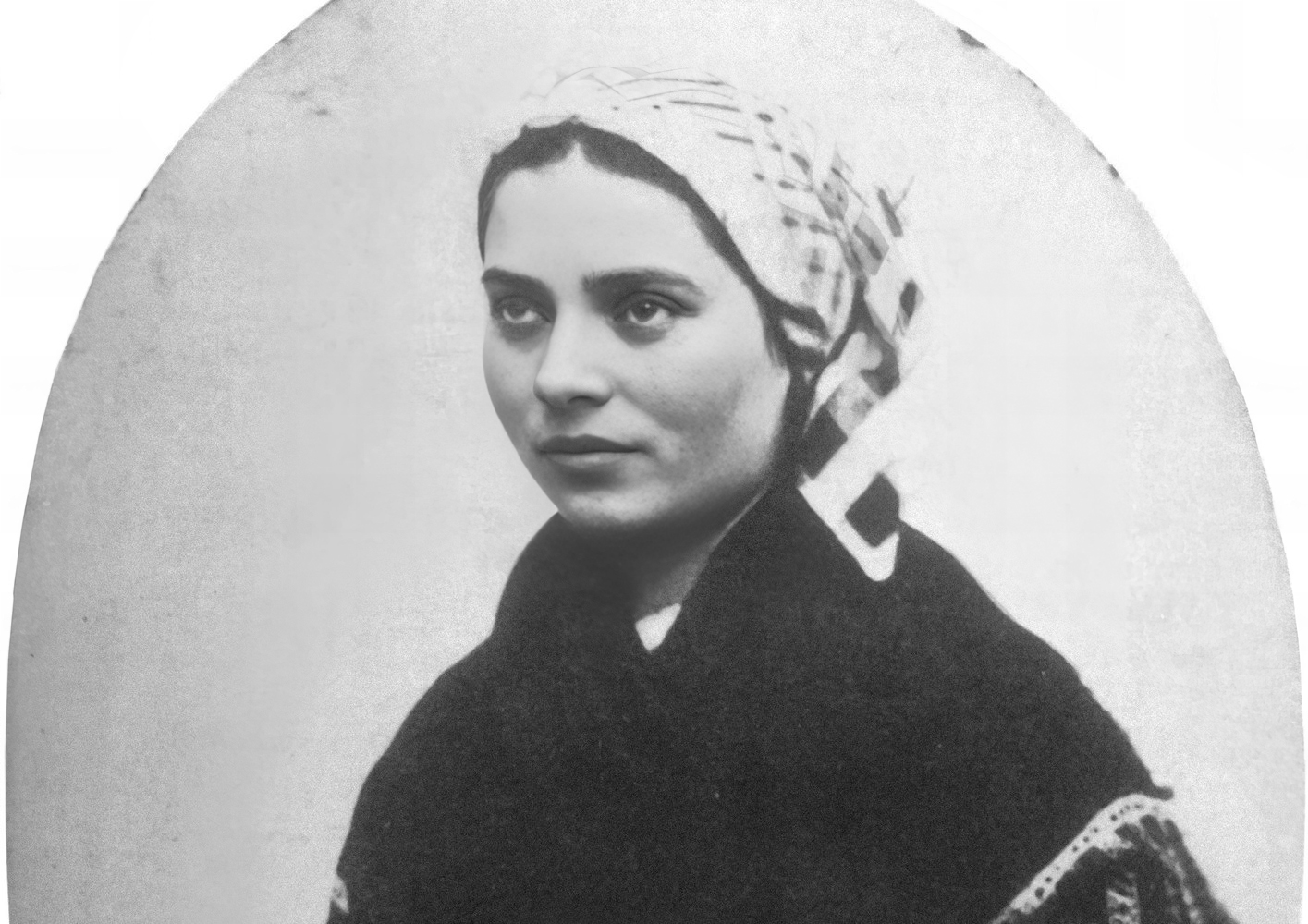

En 1863, Dufour, qui s'est plaint de la concurrence de Billard-Perrin en mettant en cause sa moralité auprès de l'évêque, obtient l'autorisation de faire venir Bernadette dans son studio de Tarbes pour réaliser une nouvelle série de clichés. Ayant fait savoir à Bernadette qu'elle devait « se faire belle », il suscite quelques propos irrités : « Si monsieur Dufour ne me trouve pas assez belle, dites-lui qu'il me laisse ici. Je serai plus contente. Qu'il se contente de mon costume, je ne mettrai pas une épingle de plus. » Il en alla autrement. Pour la quatrième et la plus longue séance photographique de la vie de Bernadette, avec un résultat mitigé, Dufour réalise quinze clichés dans des décors différents, obtenant que Bernadette mette des jupes à carreaux qui prennent mieux la lumière que sa robe noire habituelle.
Le 19 mai 1866, jour de l'inauguration de la crypte, l'adulation de la foule prend des proportions choquantes pour Bernadette. À Massabielle, même entourée par les sœurs pour la protéger de ceux qui veulent la toucher ou l'étreindre, il faut appeler en renfort un cordon de gendarmes qui se trouve là et qui doit les raccompagner jusqu'à l'hospice. Un gendarme profite de la situation pour saisir la main de Bernadette et l'embrasser tandis qu'elle est encore obligée de se montrer à deux reprises pour calmer la foule qui cherche à pénétrer dans l'hospice. Pour Ruth Harris : « Il était clair que Bernadette constituerait un « problème » aussi longtemps qu'elle resterait à Lourdes : le comportement des foules en mai 1866 montra bien que sa présence détournait l'attention du sanctuaire, de la grotte et de la Vierge ».

### Nevers

#### L'entrée au couvent Saint-Gildard

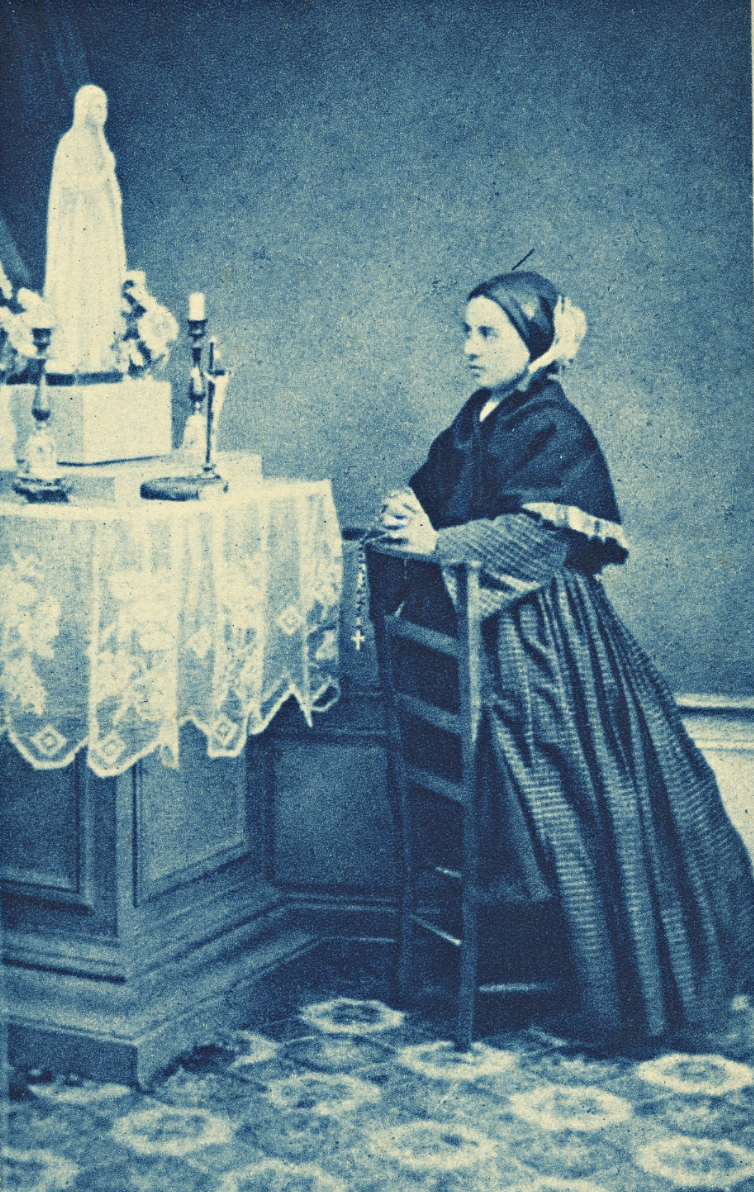
Carte-postale présentant un portrait authentique de Bernadette Soubirous à Nevers.

Le 4 juillet 1866, Bernadette quitte les Pyrénées, qu'elle ne reverra jamais. Elle arrive le 7 à la maison mère, le couvent Saint-Gildard de Nevers. Il fait déjà nuit, la présentation à la communauté a lieu le lendemain. Cette arrivée est un évènement. Mère Marie-Thérèse Vauzou, la maîtresse des novices, a préparé les sœurs en leur lisant une lettre de Bernadette et leur a déclaré avec émotion que c'est une grâce « de recevoir l'enfant privilégiée de Marie. »
Le lendemain l'ensemble des sœurs sont réunies pour entendre « une fois pour toutes » le récit des apparitions. Les novices et les postulantes de deux autres couvents voisins ont été conviées. Environ 300 religieuses sont ainsi rassemblées pour écouter la voyante de Lourdes. Celle-ci n'a pas encore revêtu l'habit de postulante, mais a gardé son capulet pour la « couleur locale ». À la fin de la séance, Joséphine Imbert, la mère générale, prend la parole pour interdire aux sœurs de parler davantage des apparitions, ni entre elles, ni à Bernadette. À Nevers, la nouvelle de l'arrivée de Bernadette est connue. De nombreuses demandes sont faites pour rencontrer la voyante, mais elles sont toutes refusées.
Comme pour toutes les nouvelles arrivées, deux novices sont désignées pour aider Bernadette pendant quelques jours à découvrir la maison et ses usages. Elles témoigneront, comme le rappellera elle-même Bernadette onze ans plus tard, que ses premiers jours ne furent pas faciles. Bernadette pense à Lourdes, à la grotte, à ceux qu'elle ne reverra plus. Elle pleure et elle s'ennuie. Ces émois, très classiques chez celles qui entraient ainsi dans un couvent éloigné du pays qu'elles n'avaient jamais quitté, sont vite dépassés par Bernadette. Le 20 juillet, soit un peu plus d'une semaine après son arrivée, elle en parle comme d'un souvenir dans une lettre aux religieuses de Lourdes.

« Il faut que je vous dise que Léontine et moi, nous arrosâmes bien la journée du dimanche par nos larmes. Les bonnes sœurs nous encourageaient en nous disant que c'était la marque d'une bonne vocation. […] Je vous assure que le sacrifice serait bien plus amer à présent s'il fallait quitter notre cher noviciat ; on sent que c'est la maison du bon Dieu, il faut l'aimer malgré soi. Tout nous y porte, et surtout les instructions de notre chère maîtresse [mère Vauzou]. Chaque parole qui sort de sa bouche va droit au cœur. »

Dans ces premiers jours à Saint-Gildard, Bernadette découvre la statue de Notre-Dame des Eaux, une statue de Marie installée dans « une espèce de grotte », et c'est là où — selon son expression — Bernadette vient « dégonfler son cœur », la mère Vauzou l'ayant autorisée à s'y rendre tous les jours.
Le 29 juillet, elle prend l'habit de novice et reçoit le nom de sœur Marie Bernard. La mère Vauzou explique ainsi ce choix : « Il était de toute justice que je lui donne le nom de la sainte Vierge dont elle est l'enfant ; d'un autre côté, j'ai voulu lui conserver le nom de son patron, dont Bernadette est un diminutif. » Les novices sont alors dispersées dans toute la France, sauf Bernadette qui est maintenue à la maison mère. Elle va y rester treize ans.

#### Le noviciat
Le 15 août 1866, Bernadette semble fatiguée, elle entre comme aide-infirmière à l'infirmerie, puis son asthme s’aggrave et elle doit s'aliter à partir du 15 septembre. Au mois d'octobre sa santé se dégrade encore. La mère Vauzou vient la voir tous les jours, elle mobilise les prières du Noviciat pour Bernadette et quantité de cierges brûlent à son intention devant la statue de la Vierge. Le 25 octobre, Bernadette est déclarée mourante par le médecin. Tandis qu'elle reçoit une nouvelle fois l'extrême onction, le conseil se réunit pour décider si elle peut prononcer ses vœux religieux. L'évêque de Nevers est alors appelé d'urgence pour entendre de Bernadette sa profession in articulo mortis. Il se retire ensuite, ému et persuadé qu'il ne la reverra pas vivante. Mais Bernadette ne meurt pas et se rétablit peu de temps après. Dans un tel cas, le droit canonique prévoit que les vœux prononcés ainsi perdent leur valeur : la professe redevient une novice lorsqu'elle se rétablit, mais la décision prise par le conseil reste valable : à la fin du noviciat, le conseil n'examine pas de nouveau la question de savoir si la novice peut prononcer ses vœux, il rappelle simplement la décision qui a déjà été prise à ce sujet. Bernadette garde donc les insignes de professe tant qu'elle est malade, puis elle les rend pour rentrer dans les rangs des novices. Cet épisode dissipe cependant une crainte de Bernadette. Elle aurait pu être renvoyée en raison de sa santé fragile comme le furent d'autres novices, mais en l'autorisant à prononcer ses vœux, le conseil s'est engagé à son égard. Pendant le temps de son rétablissement, elle plaisante souvent de cette situation avec celles qui viennent la visiter. Ses compagnes lui désignent en souriant les insignes de professe restés là : « — Ô voleuse ! » « — Voleuse soit », répond Bernadette. « Mais en attendant, ils sont à moi ; je les garde, j'appartiens à la congrégation et on ne pourra pas me renvoyer ».
Sa mère meurt le 8 décembre 1866. La nouvelle surprend Bernadette. Deux mois plus tard, elle écrit à l'abbé Pomian : « Je ne pourrais vous dire la peine que j'ai éprouvée en apprenant subitement la mort de ma mère ; j'ai appris plutôt sa mort que sa maladie ».
Le 2 février 1867, Bernadette quitte l'infirmerie pour revenir parmi les novices. La mère Vauzou, estimant qu'il faut maintenant rattraper le temps perdu, lui dit : « Eh bien, sœur Marie-Bernard, nous allons entrer dans la période des épreuves. » Les rapports qu'entretiennent mère Vauzou et Bernadette sont complexes, la maîtresse des novices étant soucieuse de ne pas lui donner d'orgueil. Cette maîtresse de novices s'est ainsi montrée d'une extrême prévenance à l'égard de Bernadette, notamment dans les premiers temps et lorsqu'elle est malade, tandis qu'au noviciat elle la reprend plus souvent et plus sévèrement qu'une autre, lui imposant de nombreuses humiliations, notamment, comme cela se faisait à l'époque, l'exercice qui consiste à embrasser le sol. Plus tard Bernadette dira : « Je cherche le carreau que je n'ai pas encore embrassé. » Ces « épreuves » sont le lot normal de la vie de novice. Bernadette se trouve cependant dans la situation particulière d'être la célèbre voyante de Lourdes. Les regards convergent sur elle tandis que la supérieure est attentive à ne pas la laisser paraître privilégiée. À l'une de ses sœurs qui remarque la plus grande sévérité de la supérieure à son égard et qui lui demande si cela lui fait de la peine, Bernadette répond : « Oh ! non, la maîtresse des novices a bien raison ; car j'ai beaucoup d'orgueil ; mais maintenant que je suis ici, je travaillerai à me corriger, ce n'est pas comme à Lourdes où j'étais entourée de trop de monde ». Ruth Harris estime que Bernadette a été « persécutée » par mère Marie-Thérèse Vauzou, la maîtresse des novices. Soulignant que de nombreux témoins en ont fait part lors des deux procès de béatification, René Laurentin reconnaît la sévérité des supérieures à l'égard de Bernadette, mais il estime que cette épreuve a été « exploitée à outrance et romancée à plaisir » par la littérature et le cinéma. Selon René Laurentin, « si les duretés de mère Vauzou blessaient tant, c'est en partie à cause de la vive affection dont elle était l'objet. » En effet, Bernadette n'a laissé que des propos extrêmement affectueux envers la mère Vauzou, qui lui a au contraire parfois vertement reproché certaines démonstrations trop sentimentales. Cependant, la mère Vauzou a aussi, dans les faits, témoigné son estime pour Bernadette, en lui attribuant des charges de confiance. C'est notamment Bernadette qui, pour sa voix forte et claire mais aussi son rayonnement, avait charge de « bénir l'heure », et l'accueil des nouvelles lui a souvent été confié.

#### La profession religieuse

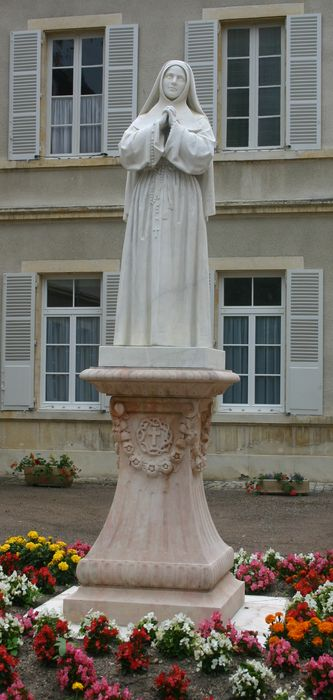
Statue de Sainte Bernadette à Nevers

Le 30 octobre 1867, Bernadette a fait sa profession religieuse. Pour les quarante-quatre novices qui prononçaient leurs vœux ce jour-là, c'était aussi le moment de l'annonce de leur affectation, et donc le dernier moment vécu ensemble avant d'être dispersées dans toute la France. Normalement aucune sœur ne recevait la maison mère pour première affectation, ces emplois étant considérés comme les premiers ou les plus méritoires de la congrégation. Cependant, il paraissait impossible de nommer Bernadette dans une petite maison ouverte à tous vents, car elle y serait fatalement redevenue la voyante de Lourdes auprès de laquelle chacun vient demander témoignage, prière, reliques ou guérison. Monseigneur Forcade et la supérieure ont donc convenu de donner les dehors d'une humiliation à sa nomination dans la maison mère.

La cérémonie a eu lieu dans la salle du noviciat. Une fois que les quarante-trois compagnes de Bernadette ont été appelées et ont reçu leur affectation, l'évêque demande : « Et sœur Marie-Bernard ? » La supérieure générale répond en souriant et à mi-voix : « Monseigneur, elle n'est bonne à rien. » Puis l'évêque annonce à haute voix : « Sœur Marie-Bernard, nulle part. » Bernadette s'avance, et se met à genoux devant l'évêque selon le rituel. S'ensuit une brève conversation : 

« - Est-ce vrai, sœur Marie-Bernard que vous n'êtes bonne à rien ?

- C'est vrai.

- Mais alors, ma pauvre enfant, qu'allons-nous faire de vous ?

- Je vous l'avais bien dit à Lourdes quand vous avez voulu me faire entrer dans la communauté ; et vous m'avez répondu que cela ne ferait rien. »

L'évêque ne s'attendait pas à ce que Bernadette lui rappelle leur conversation de 1864 à l'hospice de Lourdes. La supérieure générale intervient alors selon ce qui avait été prévu en disant : « Si vous le voulez, Monseigneur, nous pouvons la garder par charité à la maison mère et l'employer de quelque manière à l'infirmerie, ne serait-ce que pour le nettoyage ou les tisanes. Comme elle est presque toujours malade, ce sera précisément son affaire. » L'évêque acquiesce et Bernadette lui répond qu'elle essayera. Bernadette reçoit ensuite les insignes de professe, puis l'évêque la bénit et donne enfin un peu de la dignité qui manquait jusque-là à sa façon de présider cet office en lui disant : « Je vous donne l'emploi de la prière. »
Si dans l'ensemble les sœurs n'étaient pas dupes de la comédie à laquelle elles venaient d'assister, elles n'en étaient cependant pas moins stupéfaites et guettaient les réactions de Bernadette. À la récréation suivante, Bernadette reste d'humeur aimable. Elle reconnaît avec regret mais sans amertume l'incapacité qu'on lui attribue, tandis qu'elle témoigne son affection et encourage celles qui ont reçu leur nouvelle affectation. Quelques propos ultérieurs de Bernadette laissent néanmoins penser qu'elle en a ressenti une blessure, la comprenant comme une souffrance qu'il faut savoir endurer pour le bon Dieu. Pour l'évêque et la mère supérieure, cette mise en scène visait à protéger Bernadette. À cette époque, l'attitude de Mélanie Calvat, une des voyantes de la Salette qui, elle aussi, était entrée en religion mais qui en décevait beaucoup par sa désobéissance et sa prétention à en imposer au nom de son statut de voyante, était dans tous les esprits. Ainsi, selon René Laurentin, les excès de l'évêque de Nevers et des supérieures de Bernadette pour l'inciter à l'humilité sont, dans une certaine mesure, le revers de l'attitude de Mélanie.

#### Infirmière
D'octobre 1867 à juin 1873, elle est aide-infirmière, puis responsable de l'infirmerie. Son père meurt le 4 mars 1871. Elle ne se rend pas aux funérailles. En 1873, elle redevient aide-infirmière. L'année suivante, elle se partage entre les fonctions d'aide-infirmière et d'aide-sacristine.

#### Bernadette et ses biographes
En 1862, au moment où la commission d'enquête avait rendu son avis sur les apparitions, l'un des membres de cette commission, le chanoine Fourcade, a publié Les apparitions de Notre-Dame. Ce livre comprend une présentation sobre du déroulement des apparitions établie à partir du témoignage de Bernadette devant la commission d'enquête, publiée entre deux textes de l'évêque de Tarbes : le mandement de 1858 par lequel il instituait la commission d'enquête et l'avis de 1862 par lequel il reconnaît à la fois les apparitions et sept guérisons miraculeuses. En 1864, Henri Lasserre a été chargé par l'évêque de Tarbes d'écrire un livre sur les apparitions. Lasserre était attaché à ce projet car il estimait avoir été guéri par l'eau de la grotte d'une infection à l'œil en 1862. Cependant, occupé par d'autres tâches, il tarde à rendre son manuscrit et une certaine impatience commence à se faire sentir à Lourdes. Les chapelains du nouveau sanctuaire de Lourdes, les abbés Sempé et Dubois commencent à travailler sur leur propre projet de publication en rassemblant des archives et surtout des témoignages qu'ils récoltent auprès des habitants de Lourdes et des familiers de Bernadette. En 1867, Henri Lasserre publie enfin les premiers chapitres de son livre dans la Revue du monde catholique, puis il demande à l'évêque l'exclusivité sur ce récit, ce que l'évêque refuse. En août 1868, les pères Sempé et Dubois commencent la publication de leur récit des apparitions dans les Annales de Notre-Dame de Lourdes. Un an plus tard, en juillet 1869, Henri Lasserre termine enfin son livre, Notre-Dame de Lourdes. L'évêque de Tarbes refuse l’imprimatur parce que l'auteur y attaque vigoureusement certains notables de Lourdes. Le livre connaît néanmoins un succès foudroyant, tandis que l'auteur, qui avait des relations à Rome, obtient le 4 septembre un bref élogieux du pape Pie IX. Cette caution double l'absence d’imprimatur. La lettre du pape est alors insérée en tête des éditions successives et des traductions du livre, ce qui en accroît encore le succès. Ce livre devient, avec un million d'exemplaires vendus, le best-seller du XIXe siècle dans le domaine religieux. Fort de son succès, Henri Lasserre est en position d'intimider ceux qui lui refusaient l'exclusivité qu'il exige sur le récit des apparitions. Pour ce faire, il a l'idée d'obtenir de Bernadette qu'elle signe une protestation contre le récit établi par les chapelains de Lourdes.

##### Protestation de Lasserre
Le seul écrit que Bernadette avait lu sur les apparitions était celui de Fourcade dans lequel elle trouvait la mise au clair de son propre témoignage. Elle avait par ailleurs rencontré une fois Henri Lasserre à Lourdes, mais ce dernier ne semble pas avoir pris de notes lors de cette entrevue, et s'est presque uniquement basé sur des documents officiels pour établir son récit. Henri Lasserre obtient de pouvoir rencontrer Bernadette. Il arrive à Saint-Gildard le 13 octobre 1869 avec les textes des abbés Sempé et Dubois dont il entreprend la lecture à Bernadette. Ce récit commence par quelques impressions sur la vie familiale des Soubirous, les disputes entre frères et sœurs, la façon dont ils priaient en famille, puis enchaîne sur le déroulement des apparitions dont les chapelains de Lourdes ont construit un récit très détaillé à partir de témoignages inédits. Bernadette réagit contre certaines façons de présenter les choses, elle exprime des divergences dans sa perception du déroulement des choses, proteste parfois en disant : « Ce n'est pas vrai », et répond aussi souvent à Lasserre : « Je ne me rappelle pas cela ». Au terme d'un entretien qui s'est déroulé de façon cordiale et détendue, Henri Lasserre rédige la « protestation » de Bernadette en donnant à ses propos une forme accablante pour les chapelains de Lourdes :

« Je soussignée, Bernadette Soubirous, en religion sœur Marie-Bernard, ayant reçu connaissance par M. Henri Lasserre de la Petite histoire de Notre-Dame de Lourdes, contenue dans les Annales publiées par les missionnaires de Lourdes, je dois à la vérité de protester contre ce récit dont un grand nombre de détails sont controuvés et imaginaires, tant en ce qui me concerne, qu'en ce qui concerne le fait même des apparitions. Je déclare notamment contraires à la vérité, les passages contenus aux pages 69, 70, 71, 72, 73, 74, 75, 76, 86, 88, 89, 90, 93, 103, 114, 132, 148. De divers autres détails, je n'ai aucun souvenir, mais toutes ces choses suffisent pour que je proteste contre l'ensemble et la physionomie du récit. »

Les sœurs sont dès lors embarrassées que l'écrivain veuille engager Bernadette dans son conflit avec les chapelains de Lourdes. Certaines qu'il la refusera, elles déclarent qu'il lui est impossible de signer cette déclaration sans l'autorisation de l'évêque. Mais l'écrivain était invité le soir même à l'évêché pour une réception en son honneur. Il attend la fin du repas pour présenter sa demande à l'évêque. L'évêque la lui refuse d'abord, puis estime que cela peut attendre le lendemain. Enfin, Lasserre lui fait valoir que sa femme était en train d’accoucher et qu'il lui fallait rentrer au plus vite. L'évêque consent alors à autoriser Bernadette à signer, sans même avoir pris le temps de lire la déclaration. Il impose toutefois deux conditions à Lasserre : celle de communiquer le document à l'évêque de Tarbes et de ne jamais le publier. Devant les sœurs, l'autorisation de l'évêque devient une approbation puis un ordre. Bernadette signe et, le soir même, Lasserre quitte Nevers pour retrouver sa femme qui accouchera plus de deux semaines plus tard.

##### Conséquences de la protestation
Lorsque la protestation parvient à Tarbes, c'est le choc. L'évêque de Tarbes fait part de son mécontentement aux sœurs de Nevers, leur demandant de recevoir l'abbé Sempé. Le problème est que si, comme l'affirme la protestation que Lasserre a fait signer à Bernadette, l'ensemble de la physionomie du récit des pères Sempé et Dubois est en cause, alors plus personne ne sait ce qui est vrai, Lasserre s'étant en fait laissé aller jusqu'à faire contester à Bernadette des détails qui se trouvaient aussi dans son propre récit. Le père Sempé arrive à Nevers le 16 novembre. Bernadette, contrainte par l'obéissance de le rencontrer se présente devant lui en larmes, ayant compris que ses propos avaient été utilisés par Lasserre pour faire du tort à ceux dont il s'était fait les adversaires. Sempé, soucieux de comprendre la nature des problèmes soulevés par Lasserre, mais aussi de rassurer Bernadette, se contente de lui poser des questions sur les faits et ne lui demande aucun engagement ni signature. Mère Joséphine Imbert, qui a assisté aux deux entretiens, écrira ensuite à Lasserre : « Sœur Marie-Bernard n'a pas eu l'intention de protester contre l'ensemble et la physionomie du récit général de l’Histoire de Notre-Dame de Lourdes […] mais seulement contre l'ensemble des faits que vous lui avez cités. Elle n'a point lu les Annales de Lourdes, pas plus que votre livre, vous le savez Monsieur ! Elle ne peut donc pas protester contre ce qu'elle ne connaît pas. »
Pour René Laurentin, les témoignages de Bernadette devant Lasserre et devant le père Sempé sont concordants. Ce sur quoi Lasserre s'est obstiné à obtenir un démenti de Bernadette sont des faits qu'elle-même n'a pas perçus et dont elle déclare n'avoir aucun souvenir. Les divergences entre les récits tiennent surtout à ce que les chapelains de Lourdes ont travaillé sur la base des témoignages « populaires » de ceux qui avaient assisté aux évènements tandis que Lasserre a travaillé avec les rapports plus sobres qu'avait faits la commission d'enquête à partir du témoignage de Bernadette elle-même. Or il est clair que Bernadette n'a pas eu la même perception des choses que ceux qui avaient assisté à ses extases. De plus, le conflit porte sur des détails comme la température de l'eau du Gave lorsque les enfants voulaient le traverser, le fait de savoir si l'un ou l'autre avait des chaussettes ou non, si Jean-Marie avait un jour donné ou non un soufflet à sa grande sœur qui ne s'en souvient pas, ou si Bernadette avait vu de la lumière avant ou en même temps qu'elle perçut Aquéro. Étant donné ce sur quoi porte la controverse, René Laurentin estime que ce conflit est une tempête dans un verre d'eau. Mais cette polémique, dont les tenants et aboutissants restent alors inconnus du public, aura un impact important sur les publications ultérieures. Lasserre ne démord pas. Malgré la promesse qu'il avait faite de ne pas publier cette protestation, il l'insère dans l'édition de 1870 en retranchant néanmoins l'affirmation nettement exagérée selon laquelle Bernadette proteste contre l'ensemble de la physionomie du récit des chapelains de Lourdes. Ces derniers poursuivront la publication de leur Petite histoire mais en veillant à prévenir toute possibilité de contestation en regard du livre de Lasserre. Les débats, la critique et le renouvellement des écrits sur Lourdes sont ainsi stoppés, le livre de Lasserre étant le seul à paraître crédible. Celui-ci a cependant remporté une victoire à la Pyrrhus : s'il reste aux yeux du public l'historiographe le plus autorisé des apparitions de Lourdes, son attitude lui a fait perdre la confiance des sœurs de la charité, des évêques de Nevers et de Tarbes ainsi que celle de prélats romains. Le Saint-Office le lui signifiera clairement en mettant à l'Index deux des livres qu'il publiera par la suite.

#### Les dernières années et la mort
À partir de 1875, elle est constamment malade. Elle est atteinte de tuberculose et souffre de son asthme chronique. Elle prononce ses vœux perpétuels le 22 septembre 1878. Après avoir fait ôter toutes les images pieuses de sa chambre pour ne conserver qu'un crucifix, elle meurt à l'infirmerie Sainte-Croix le 16 avril 1879, à 15 h 30, à l'âge de 35 ans.
Un an avant sa mort, en avril 1878, Mgr Bourret, évêque de Rodez, lui ayant demandé de lui raconter les Apparitions de vive voix, Bernadette lui répondit : « Je ne m'en souviens plus. Je n'aime pas trop en parler, car, mon Dieu, si je m'étais trompée ! ».

### Personnalité de Bernadette
Selon un témoignage unique de sa mère, Bernadette a depuis l'enfance « une tendance prononcée à la piété ». Toutefois, parmi ses amis d'enfance, nul ne se souvient l'avoir vue faire preuve d'un zèle spécial pour la prière. Justine Laguës, la fille de son ancienne nourrice, déclare : « Pieuse ? Eh ! comme une autre. Pour moi, j'étais alors enfant comme elle, et je ne remarquais pas tout cela ». Bernadette ignore à peu près tout du catéchisme et la mère de Justine, qui lui fait répéter les questions-réponses du livre, s'exaspère de son manque de mémoire : « Va, tu ne seras jamais qu'une sotte et une ignorante ! ». Plus tard, Bernadette dira : « C'est parce que j'étais la plus pauvre et la plus ignorante que la Sainte Vierge m'a choisie ».
À l'époque de l'hospice de Lourdes (de 16 à 22 ans), sa piété est « ordinaire, mais irréprochable ».
L'abbé Bertrand-Marie Pomian (1822-1893), vicaire à Lourdes, chapelain de l'hospice, est le catéchiste et le confesseur de Bernadette à son retour de Bartrès. C'est à lui qu'elle fournit en confession le récit de la première apparition, deux jours après celle-ci. Interrogé plus tard par Zola, il donne Bernadette « comme une simple d'esprit, apprenant difficilement, quoique ayant de l'esprit naturel […] Très ordinaire ».
Bernadette Soubirous se montre gaie, enjouée, espiègle et plutôt autoritaire avec ses compagnes, qui l'apprécient néanmoins beaucoup.
Pour l'historienne Ruth Harris, « Bernadette donne une image de force tranquille rare chez les saintes qui l'ont précédée ». En dépit « des nombreuses contraintes et de la charge émotionnelle et spirituelle » que ses visiteurs projettent sur elle, Bernadette sait rester elle-même. Elle résiste avec calme et fermeté, « révélant un charisme tranquille, un regard sûr, une conviction de la vérité de son histoire, un refus digne et résolu des cadeaux et une générosité simple qui ahurissaient ceux qui connaissaient sa pauvreté ». Bernadette a beaucoup de charisme, de la simplicité, de l'assurance. Elle parle peu mais a un don de la repartie : elle séduit bien souvent ceux qui l'approchent.
La sincérité de Bernadette semble « incontestable » à l'évêque de Tarbes : « Qui n'admire, en l'approchant, la simplicité, la candeur, la modestie de cette enfant ? Elle ne parle que quand on l'interroge ; alors elle raconte tout sans affectation, avec une ingénuité touchante, et, aux nombreuses questions qu'on lui adresse, elle fait, sans hésiter, des réponses nettes, précises, pleines d'à-propos, empreintes d'une forte conviction. »
L'écrivain et journaliste catholique Henri Lasserre rencontre Bernadette à l'hospice de Lourdes quand elle a 19 ans. Il la revoit à Nevers, le 13 octobre 1869. Selon Zola, il l'aime beaucoup, il lui trouve un charme divin : « Pas jolie, mais vous prenant ». Lasserre la donne encore comme « souffreteuse, sérieuse, peu communicative, très droite, très raisonnable, et charmante ».

### Canonisation

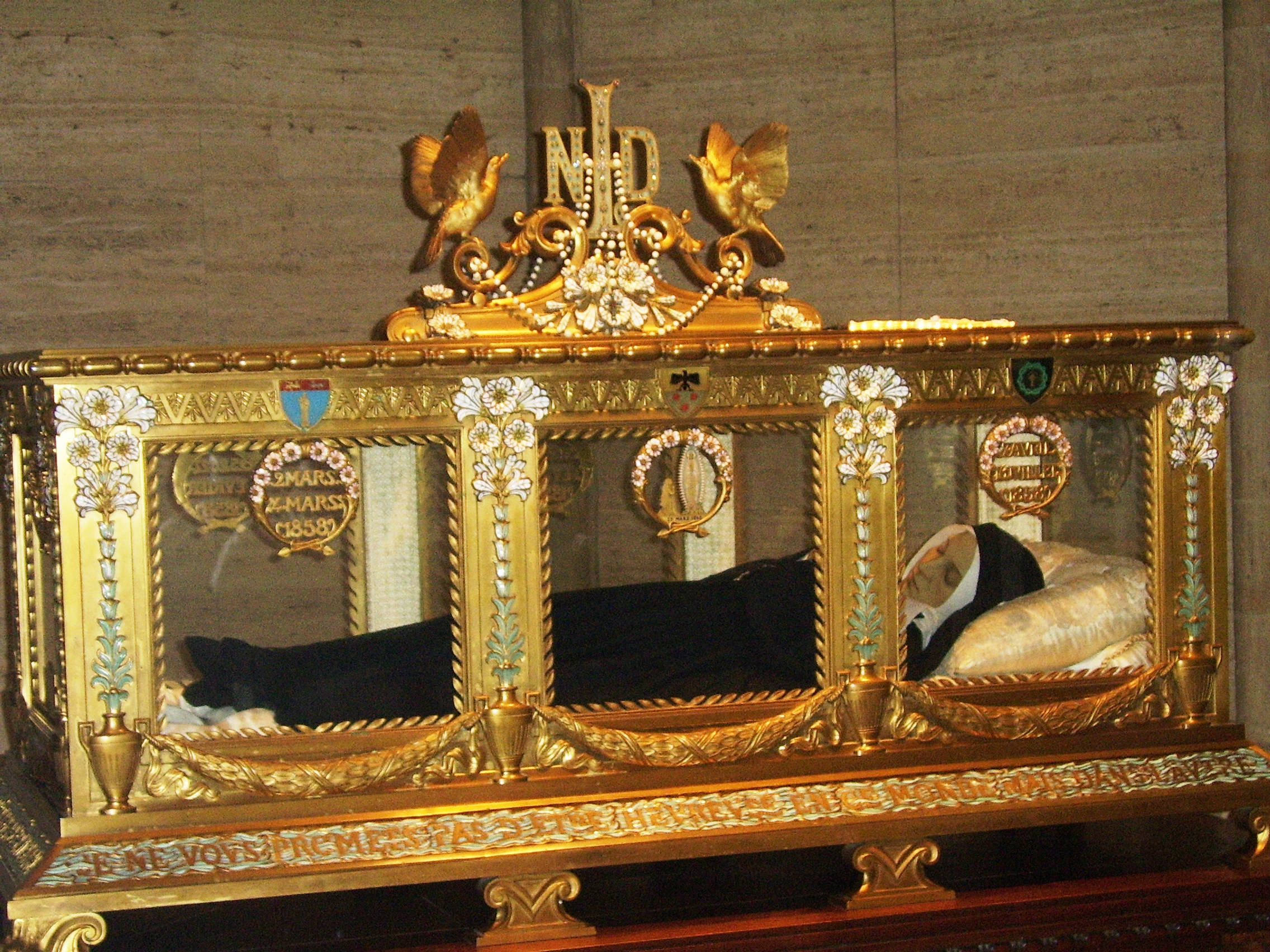
La châsse de verre et de bronze de Sainte Bernadette de Lourdes, à Nevers.

Pour les besoins de l'instruction du procès de béatification, son corps doit être exhumé : le cercueil est ouvert trois fois, le 22 septembre 1909, le 3 avril 1919 et 18 avril 1925. Les premiers docteurs Jourdan et David sont surpris que le cadavre ne répande aucune odeur vu la tuberculose osseuse et le chancre du genou de Bernadette Soubirous. L'odeur de sainteté étant un critère retenu pour la béatification, les autorités religieuses n'hésitent pas à faire appel à des médecins attestant avoir retrouvé le corps de la future sainte dans un état de « conservation extraordinaire », « intact » voire « in-corrompu »,. Tel est le cas lors de la première exhumation de Bernadette Soubirous, les docteurs faisant état d'une « conservation extraordinaire ». Dans son rapport concernant la deuxième exhumation du 3 avril 1919, le docteur Comte précise : « La peau reste sur la plus grande partie du corps… les ongles des mains sont à peu près tous conservés mais sont très mobiles, le crâne est recouvert de quelques cheveux courts… les parties molles du nez sont en partie détruites. »
Quelques décennies plus tard, le docteur Thérèse Valot, tenant compte de la présence de charbon et des sels relevée par les premiers docteurs ayant examiné le corps, estime pour sa part que « le corps de Bernadette a été embaumé », ce qui aurait permis sa bonne conservation. 
À chaque exhumation, l'épiderme est lavé à deux reprises avec des détergents. On souhaite exposer le corps, mais « la face noirâtre avec les yeux et le nez excavés auraient produit sans doute sur le public une impression pénible ». Aussi charge-t-on un artiste d'exécuter un masque de cire colorée qui, depuis, recouvre le visage de Bernadette. Pour la même raison, les mains subissent un traitement analogue. 
Le cardinal Vico signe le décret d'héroïcité des vertus de Bernadette Soubirous en décembre 1923. Elle est béatifiée par Pie XI le 14 juin 1925. Le 3 août, son corps, placé dans une châsse de verre et de bronze, est transféré dans la chapelle Saint-Gildard de son couvent, où les pèlerins affluent aussitôt pour le voir.
Elle est canonisée le 8 décembre 1933 par le pape Pie XI, non en raison des apparitions dont elle dit avoir été le témoin, mais eu égard à sa foi et à l'exemplarité de sa vie religieuse.

## Dans les arts et la culture populaire

### Bernadette et les écrivains
- Émile Zola n'a jamais rencontré Bernadette Soubirous. Il envisageait de lui consacrer un livre — non une œuvre de fiction, mais une biographie. Il dit à un journaliste, en 1894 : « Cette jeune fille est vraiment très intéressante. Je dirai plus : elle est passionnante »[45]. Dans son roman Lourdes, il décrit ainsi Bernadette enfant : « Ce qui ravissait, chez cette Bernadette chétive et pauvre, c'étaient les yeux d'extase, les beaux yeux de visionnaire, où, comme des oiseaux dans un ciel pur, passait le vol des rêves »[46]. Émile Zola ne croit ni aux apparitions ni aux miracles : « Je ne suis pas croyant, je ne crois pas aux miracles, mais je crois au besoin du miracle pour l'homme »[47]. Il est bouleversé, à Lourdes, par la souffrance des malades : « Les malades de Lourdes, c'est l'humanité, la pauvre, la souffrante humanité ». Cependant, il ne veut pas voir dans leur terrible alignement une dénonciation de l'échec d'une science arrogante : « La science, dit-on, a fait faillite, elle a promis aux hommes le bonheur et ne l'a pas donné. C'est faux, la science n'a pas promis le bonheur, mais la vérité […] Le mysticisme est une réaction où se jettent les esprits indécis, assoiffés d'au-delà, à qui ne suffit pas la vérité »[48]. Pour Zola, « ce n'était pas une imposteuse, mais une hallucinée, chez qui la vision avait été suggérée », l'auteur fait ici allusion à sa propre hypothèse d'une influence de l'abbé Ader, à Bartrès[49] — et les guérisons miraculeuses seraient une illusion. Le livre de Zola (ainsi d'ailleurs que toute son œuvre) est mis à l'Index par le pape Léon XIII en 1894.
- Pendant la Seconde Guerre mondiale, Bernadette Soubirous et les apparitions fascinent l'écrivain juif autrichien, Franz Werfel, réfugié à Lourdes, au point de faire le vœu d'écrire sur elle, s'il réussit à gagner les États-Unis. Il tient parole et The Song of Bernadette[50] (Le Chant de Bernadette), la biographie romancée qu'il écrit, parue en 1942), est un immense succès.
- Il suffit d'aimer écrit par Gilbert Cesbron[51].

### Littérature

#### romans
- Émile Zola, Lourdes, 1894. Bernadette y apparaît dans le chapitre V de chacune des cinq parties (« journées ») du livre.
- Joris-Karl Huysmans, Les foules de Lourdes, Paris, Stock, 1906, 314 p. (lire en ligne sur Gallica).
- François Mauriac, Pèlerins de Lourdes, Paris, Plon, 1933.
- (de) Franz Werfel, Das Lied von Bernadette (de), 1941. Traduit : Franz Werfel, Le Chant de Bernadette, Albin Michel, 1958 (ASIN B0000DP6GE).
- Bernadette Pecassou-Camebrac, La Belle Chocolatière, Flammarion, 2008, 438 p. (ISBN 978-2081217881).
- Monique Garcia et Olivier Fodor, Secrets de Lautréamont : une chronique pyrénéenne autour d'Isidore Ducasse, Paris, 2019, 200 p. (ISBN 978-2322186600). Un chapitre met en scène la grotte de Massabielle avec Bernadette Soubirous et les pèlerins.

### Filmographie

#### Cinéma
De nombreux films ont été réalisés directement sur Bernadette Soubirous, les apparitions, ou simplement en s'inspirant librement des événements, dont voici une liste non exhaustive :
- Bernadette Soubirous et les Apparitions de Lourdes, (1909) de Honoré Le Sablais[52],[53].
- Le Miracle de Lourdes (1926) de Bernard Simon avec Pierrette Lugand pour jouer Bernadette Soubirous[C 1].
- La Vie merveilleuse de Bernadette (1929) de Georges Pallu[C 2].
- La Vierge du rocher ((en) The Virgin of the Rock)(1935) avec Micheline Masson[C 3].
- Le Chant de Bernadette ((en) The Song of Bernadette, 1943), film américain de Henry King, avec Jennifer Jones, d'après le roman de Franz Werfel. Récompensé par trois Golden Globes et quatre Oscars en 1944[C 4].
- Il suffit d'aimer, film de Robert Darène (1960) avec Danièle Ajoret[54],[52].
- Bernadette Soubirous, (1961) de Hans Quest avec Kornelia Boje[C 5].
- (es) Aquella joven de blanco (Bernadette de Lourdes, 1965) de León Klimovsky, avec Cristina Galbó[55].
- (es) Bernadette, (1981) de Nicolás Del Boca (Argentine) avec Andrea del Boca[C 6].
- Bernadette (1988), et La Passion de Bernadette (1989), films de Jean Delannoy, avec Sydney Penny, racontant la vie de Bernadette, de Lourdes à Nevers (le deuxième racontant en détail la vie de Bernadette à Saint-Gildard)[C 7],[C 8].
- Les Arcandiers (1991) film de Manuel Sanchez, avec Dominique Pinon, Charles Schneider, Simon de La Brosse, Géraldine Pailhas[C 9]
- (en) Bernadette – The Princess of Lourdes (1991), de John Williams, Jorge González, Fernando Uribe et Steven Hahn.
- (en) Our Lady of Lourdes (2007) de V.R. Gopinath avec Ajna Noiseux[C 10].
- Lourdes (2009) de Jessica Hausner avec Sylvie Testud, Bruno Todeschini, Elina Löwensohn[C 11].
- Grotta profunda, les humeurs du gouffre (2011) de Pauline Curnier-Jardin avec Simon Fravega[C 12].
- Je m'appelle Bernadette, film de Jean Sagols (2011) avec Katia Miran, Michel Aumont, Francis Huster, Francis Perrin[C 13].

#### Télévision

##### Téléfilm
- L'Affaire Lourdes, (1967) de Marcel Bluwal, avec Marie-Hélène Breillat[C 14].
- Lourdes (2000) de Lodovico Gasparini (it) avec Angèle Osinski[C 15].

### Au théâtre, comédies musicales
- Bernadette de Lourdes, comédie musicale (2019) de Roberto Ciurleo et Éléonore de Galard, racontant la vie de Bernadette Soubirous, Eyma Schären incarne le rôle titre[56],[57].

### Dans l'art contemporain
L'œuvre du plasticien Claude Lévêque, Je suis venu ici pour me cacher exposée à la Nuit Blanche 2013, institution fondée par Christophe Girard, fait référence à Bernadette Soubirous, venue se réfugier à Nevers où l'artiste est né, et qui fut harcelée après une apparition de la vierge Marie.